# Legnica

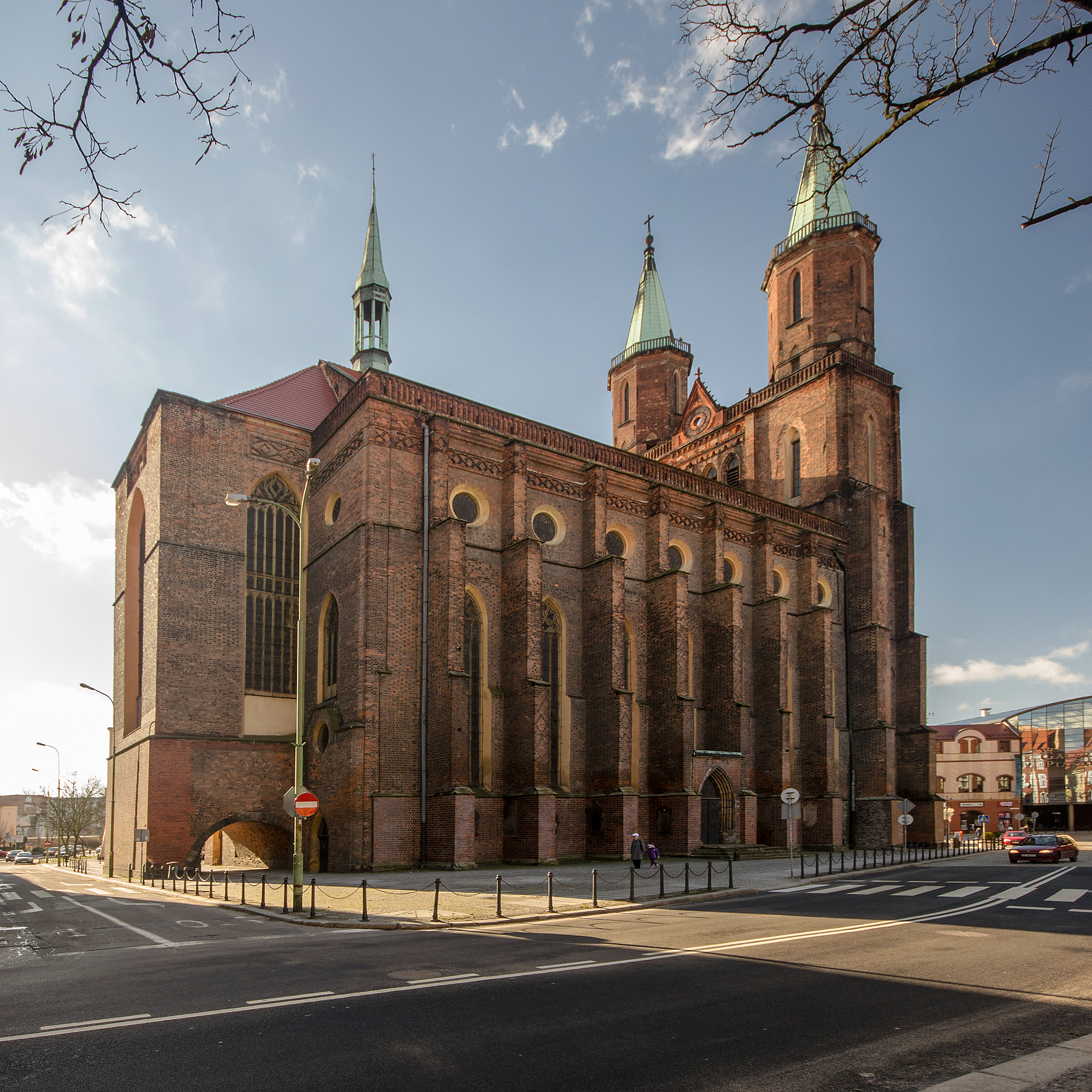
Marienkirche aus dem 12. Jahrhundert

Legnica [lɛgˈɲitsa]ⓘ (deutsch: Liegnitz, schlesisch Liegnz oder Leeg'nz) ist eine Mittelstadt in der Woiwodschaft Niederschlesien in Polen. Die kreisfreie Stadt ist Kreisstadt des Powiat Legnicki. Bis 1945 war Liegnitz Hauptstadt des Regierungsbezirkes Liegnitz in der preußischen Provinz Schlesien.
Die Stadt hat bedeutende Industriezweige der Textilindustrie und der Metallverarbeitung.

## Geographie
Die Stadt liegt in der mittelschlesischen Ebene an der Mündung der Czarna Woda (Schwarzwasser) in die Kaczawa (Katzbach), rund 60 Kilometer westlich von Breslau und 80 Kilometer östlich von Görlitz in einer fruchtbaren Ebene.
Nachbargemeinden sind im Nordwesten Miłkowice (Arnsdorf), im Nordosten Kunice (Kunitz), im Südosten Legnickie Pole (Wahlstatt) und Krotoszyce (Kroitsch) im Südwesten.

### Stadtgliederung
Der Stadtbezirk ist amtlich nicht in Stadtteile gegliedert, auch wenn die Namen der eingemeindeten Orte traditionell im Gebrauch sind.

## Geschichte

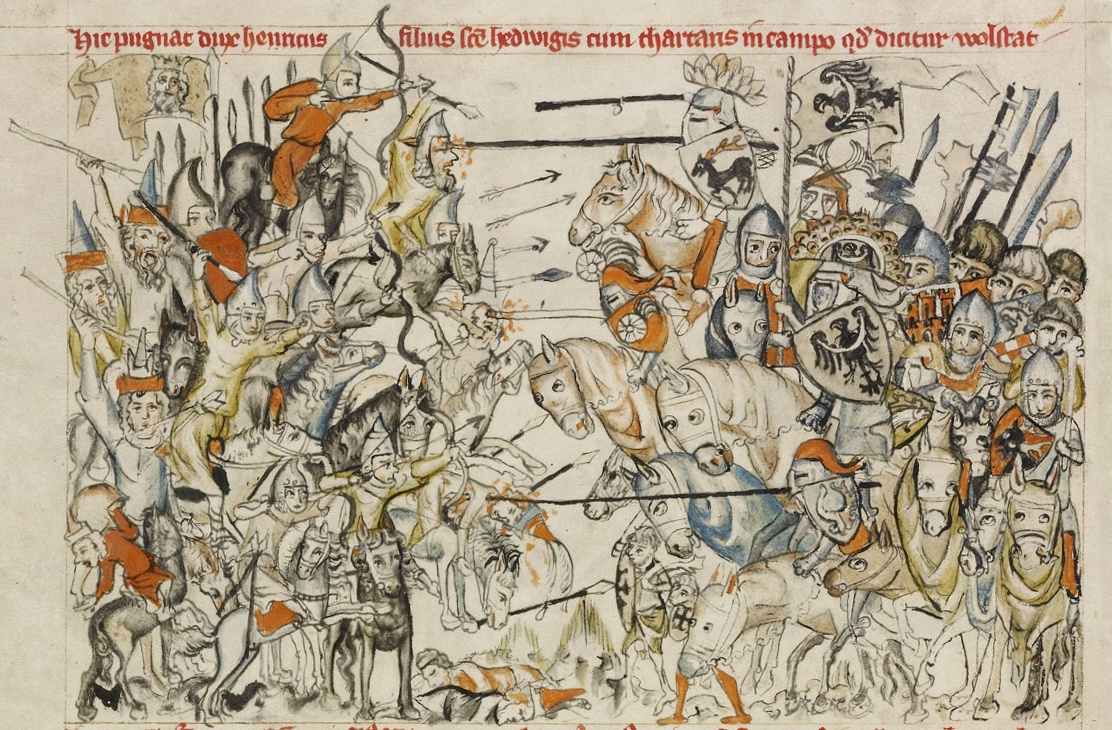
Schlacht bei Liegnitz

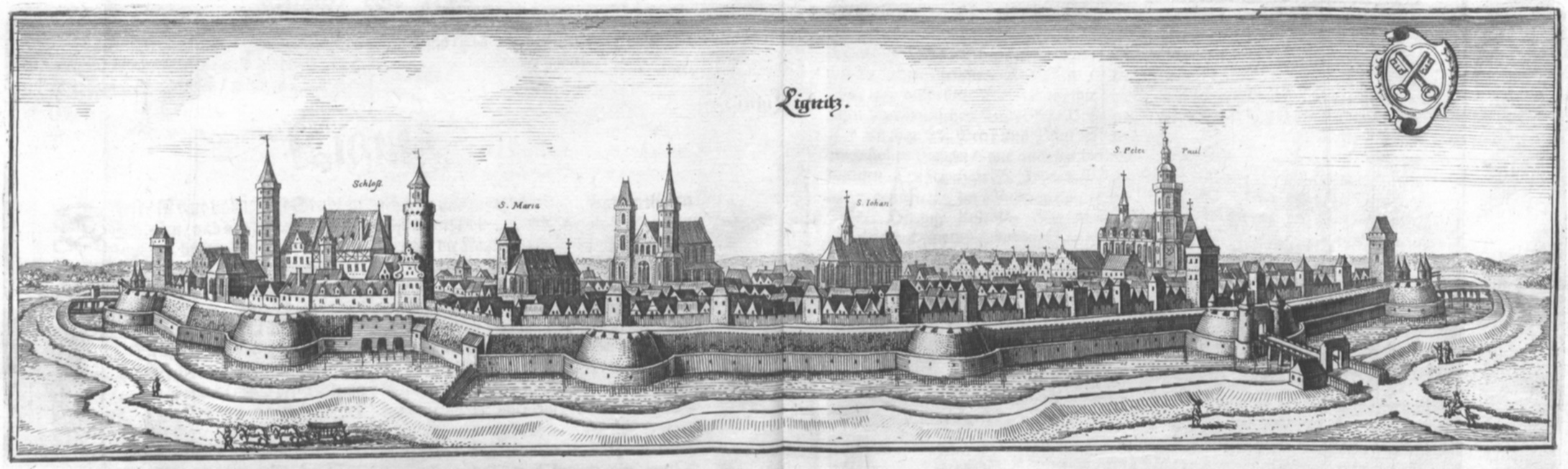
Die Stadt Legnica (damals Lignitz) auf einem Stich aus dem Werk Topographia Bohemiae, Moraviae Et Silesiae von Matthäus Merian (1650)

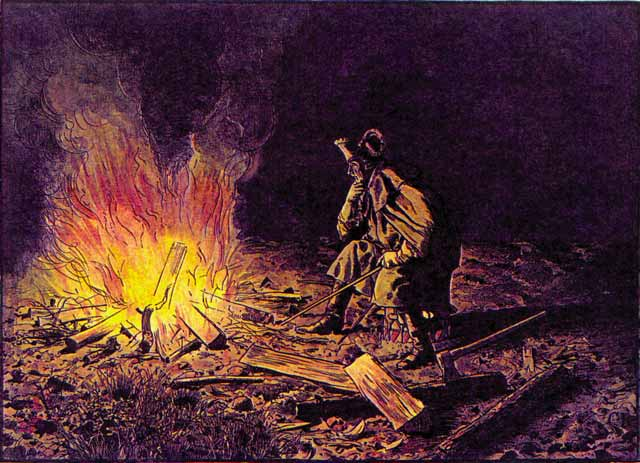
Darstellung von Friedrich II. vor der Schlacht bei Liegnitz

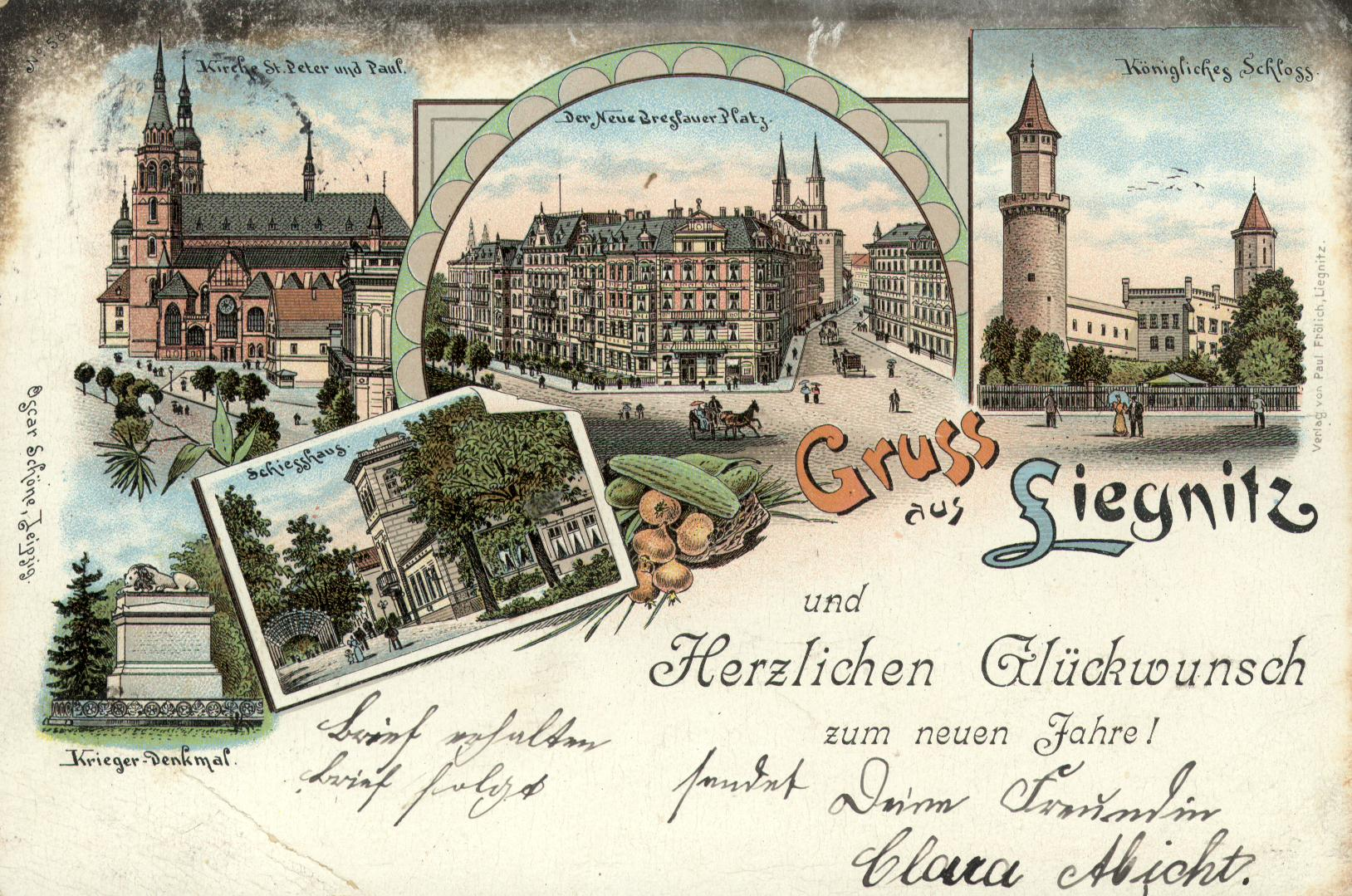
Postkarte aus dem Ende des 19. Jahrhunderts

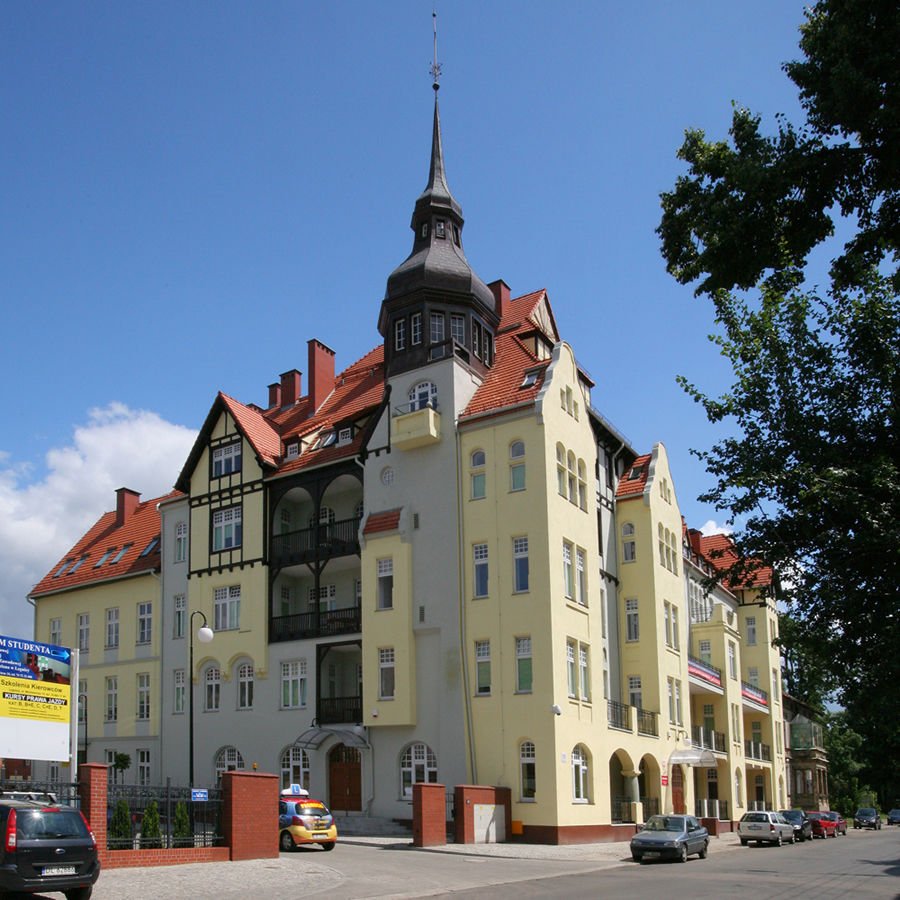
Wohnungsbau aus dem Ende des 19. Jahrhunderts

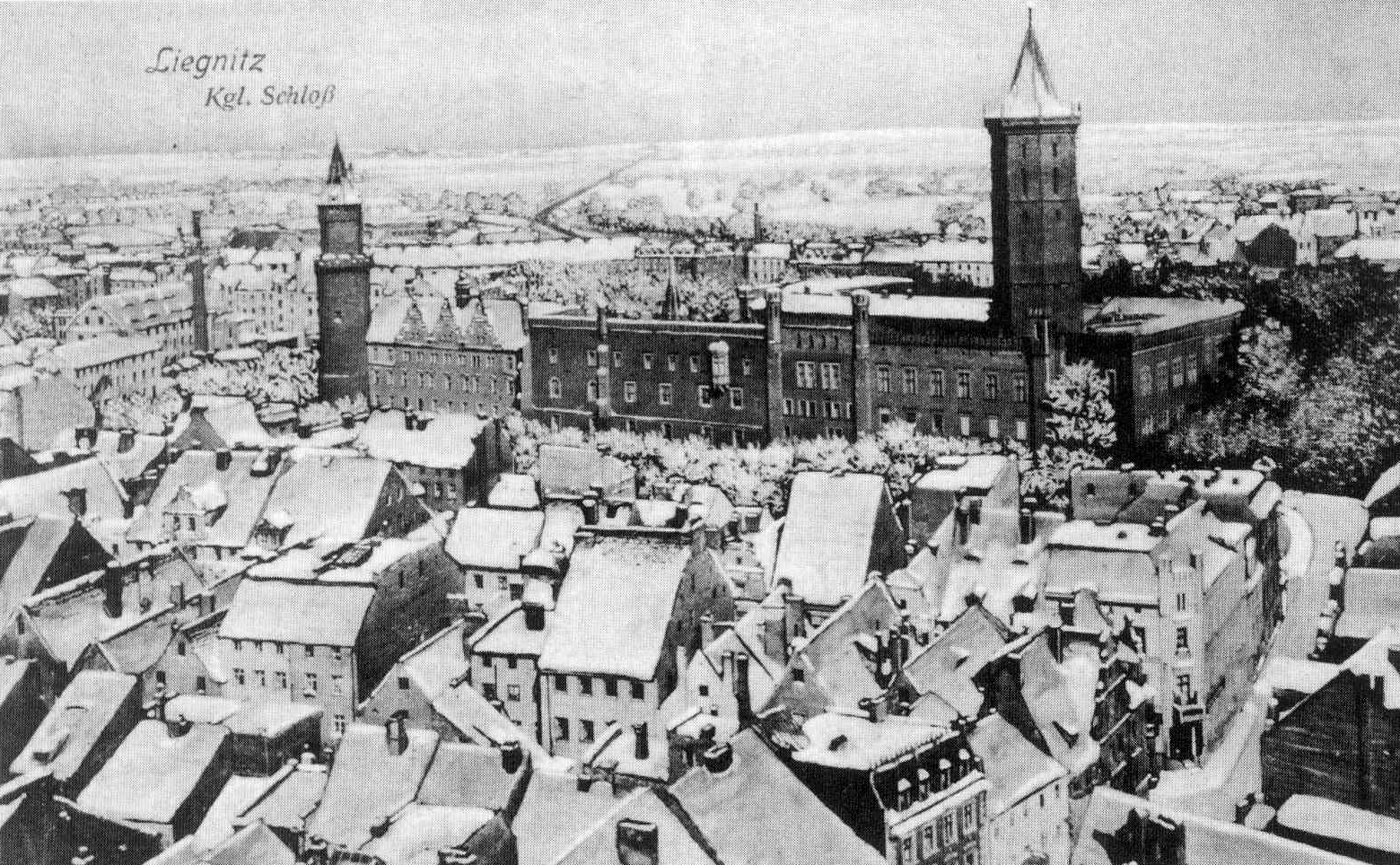
Altstadt mit dem Piastenschloss, um 1900

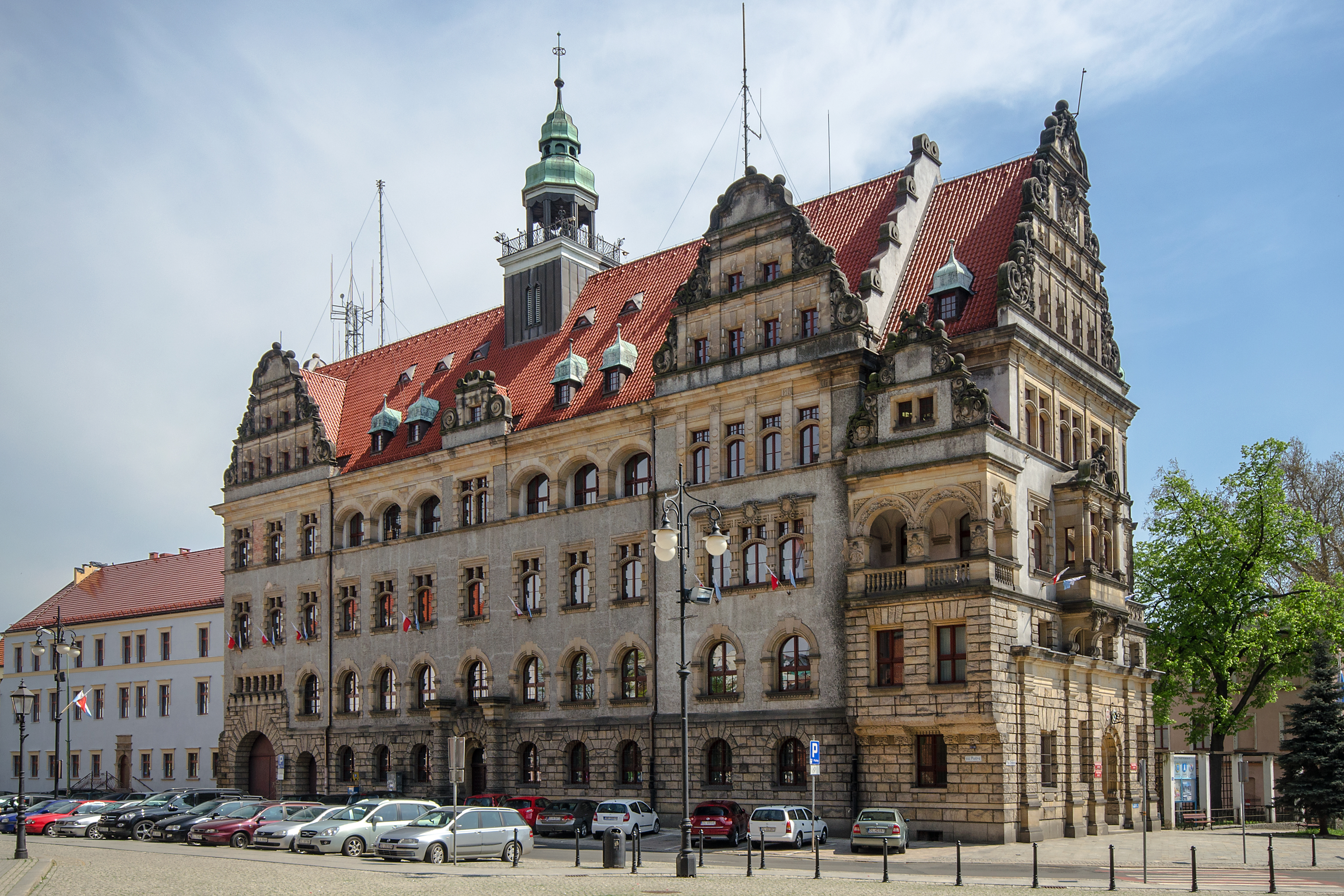
Das 1902–1906 erbaute Neue Rathaus

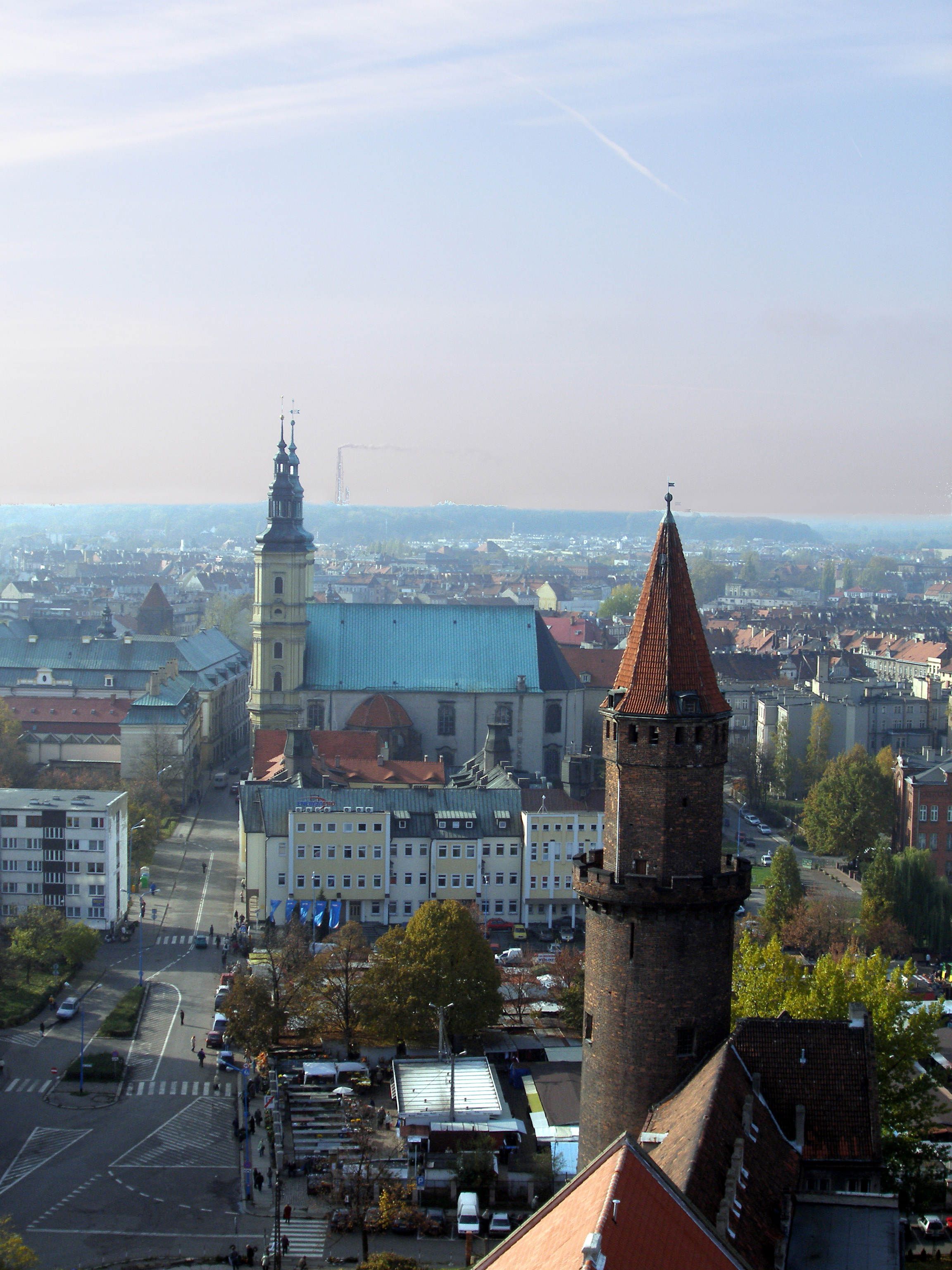
Blick vom Piastenschloss auf St. Johannes und die Stadt im Jahr 2007

Die 1004 erstmals erwähnte Stadt war im 12. Jahrhundert Sitz eines Kastellans. Die Herzöge Boleslaw I. von Schlesien und dessen Sohn Heinrich I. von Polen residierten häufig in Liegnitz. Während ihrer Herrschaft wurden vermutlich die Holzgebäude innerhalb der Befestigung durch Steinbauten ersetzt. 1241 fand im nahe gelegenen Wahlstatt die Schlacht bei Liegnitz statt, in der Herzog Heinrich II. von Polen mit einem deutsch-polnischen Ritterheer von den Mongolen der Goldenen Horde besiegt wurde. Auch die damals um die Burg liegende Marktsiedlung von Liegnitz wurde durch den Mongolensturm vernichtet. Heinrichs Sohn und Nachfolger Herzog Boleslaus II. von Schlesien legte zwischen 1242 und 1252 südwestlich der Burg eine neue Stadt nach Deutschem Recht an, die er zum Residenzort des Herzogtums Liegnitz bestimmte und die ab 1261 auch Sitz eines Archidiakonats war. Zwischen 1281 und 1326 wurde die Stadt mit einem Mauerring befestigt. 1284 wurde erstmals ein Kloster des 1210 gegründeten Franziskanerordens in der Stadt erwähnt, das zur Sächsischen Franziskanerprovinz (Saxonia) gehörte.
Nach einem Brand 1338 wurde das Stadtgebiet erweitert und anschließend wiederum mit einer Mauer umgeben, die von vier Toren (Glogauer, Breslauer, Goldberger und Haynauer Tor) durchbrochen war. Die Stadt entwickelte sich zu einem kulturellen Zentrum mit drei bedeutenden Schulen: der Peters-, der Liebfrauen- und der Domschule. Herzog Wenzel I. gründete 1348 ein Kollegiatstift und bestimmte die Domvorstadt zu dessen Dotation. Seit 1352 besaß Liegnitz das Münzrecht, seit 1372 eine Erbvogtei. Während der Hussitenkriege drangen Ende April 1428 Hussiten auch in das Herzogtum Liegnitz ein und zerstörten Bunzlau, Goldberg und Haynau. 1430 wurde auch Liegnitz selbst geplündert, die Liegnitzer Burg wurde erfolgreich verteidigt.
1419 erlosch die direkte Liegnitzer Linie der Schlesischen Piasten mit Herzog Wenzel II. Aufgrund einer von Herzog Ludwig I. und seinem Neffen Ruprecht I. 1379 bei ihrem böhmischen Landesherrn König Wenzel IV. erwirkten Gesamtbelehnung, mit der einem Heimfall ihrer Teilgebiete vorgebeugt werden konnte, konnte Herzog Ludwig II. von Brieg das Erbe Wenzels II. antreten. Nach dessen Tod 1436 erhielt seine Witwe Elisabeth von Brandenburg das Herzogtum Liegnitz als Leibgedinge. Ihr sollte als nächster Erbberechtigter Ludwigs II. Großneffe und Schwiegersohn Johann I. folgen, der seit 1441 als Herzog von Brieg amtierte. Da jedoch versäumt wurde, einen zwischen Ludwig II. und seinen drei Neffen geschlossenen Erbvertrag vom König Sigismund genehmigen zu lassen, sollte das Herzogtum als erledigtes Lehen an die Krone Böhmen fallen. Dadurch kam es nach Ludwigs II. Tod 1436 zu langjährigen Auseinandersetzungen, die den bis 1469 andauernden Liegnitzer Lehnstreit auslösten. Nach Elisabeths Tod 1449 wurde Liegnitz zwar an Johann I. übertragen, der sich jedoch gegen den Rat der Stadt Liegnitz nicht durchsetzen konnte. Er benutzte den Herrscherwechsel, um sich der Krone Böhmens unmittelbar zu unterstellen und so die Erhebung von Liegnitz zur Königsstadt zu erreichen. Nach dem Tod Johanns I. 1453 stürzten die Ritterschaft des Herzogtums sowie die Liegnitzer Zünfte das Regiment des Bürgermeisters Ambrosius Bitschen, der im selben Jahr enthauptet wurde. Anschließend erkannte der Rat der Stadt Johanns siebenjährigen Sohn Friedrich I. als Herzog von Liegnitz an. Unabhängig davon beabsichtigten die böhmischen Könige Ladislaus Postumus und Georg von Podiebrad, das Herzogtum als erledigtes Lehen einzuziehen. Deshalb gelangte Johanns Sohn Friedrich I. erst 1455 an die Regierung seines Herzogtums, das ihm allerdings erst 1469 durch Georg von Podiebrads Gegenkönig Matthias Corvinus, der Schlesien erobert hatte, als Lehen verliehen wurde.
Nach dem Tod des Herzogs Friedrich I. 1488 regierte seine Witwe Ludmilla, Tochter Georgs von Podiebrad, das Herzogtum bis 1499 für ihren unmündigen Sohn Friedrich II., der 1521 von seinem Bruder Georg I. das Herzogtum Brieg erbte und 1523 zudem von Johannes von Thurzo das Herzogtum Wohlau erwarb. 1522 führte er die Reformation in Liegnitz ein, wobei er vermutlich von Kaspar von Schwenckfeld beeinflusst wurde. Der Konvent der Franziskaner wurde 1524 aufgelöst, die letzten Brüder verließen das Kloster 1541. Lediglich das Archidiakonat und das Benediktinerinnenkloster blieben katholisch. Friedrich II. gründete im Herbst 1526 in Liegnitz die deutschlandweit erste protestantische Universität. die jedoch, wegen der durch Kaspar von Schwenckfeld ausgelösten religiösen Wirren, nur bis 1530 bestand. Im 16. Jahrhundert erlebte die Stadt einen wirtschaftlichen Niedergang durch Raubrittertum und hohe herzogliche Forderungen. Auch im Dreißigjährigen Krieg musste die Bevölkerung viel erleiden. Durch die Kriegsauswirkungen und die Pest von 1633 ging die Einwohnerzahl von rund 8000 auf etwa 2500 zurück.
Der letzte Liegnitzer Piastenherzog war Georg Wilhelm I., der 1675 fünfzehnjährig starb. Kaiser Leopold I. zog dessen Herzogtümer als erledigte Lehen ein und setzte in seiner Eigenschaft als König von Böhmen in Liegnitz einen residierenden Landeshauptmann ein. Um 1700 ließen sich böhmische Franziskaner in Liegnitz nieder.
Nach dem Ersten Schlesischen Krieg kam die Stadt 1742 an Preußen. Durch die Einrichtung einer Kriegs- und Domänenkammer in Glogau, die auch für das Herzogtum Liegnitz zuständig war, ging die wirtschaftliche Bedeutung von Liegnitz zurück. Im Siebenjährigen Krieg kam es zu einer erneuten Schlacht bei Liegnitz, bei der ein preußisches Heer unter Friedrich II. die Kaiserlichen unter Feldmarschall Leopold Graf von Daun schlug.
Auch in den Napoleonischen Kriegen wurde Liegnitz mit Kontributionen und Einquartierungen drangsaliert. Von der Säkularisation 1810 waren das Benediktinerinnen- und das Franziskanerkloster sowie das Propsteigebäude (Leubuser Haus) betroffen. Nach der Neuorganisation der Kreise im preußischen Staat nach dem Wiener Kongress gehörte mit der Einführung der Regierungsbezirke zum 1. Mai 1816 die Stadtgemeinde Liegnitz im gleichnamigen Kreis in der preußischen Provinz Schlesien zum Regierungsbezirk Liegnitz.
Mit der Verlegung der niederschlesischen Verwaltung 1809 von Glogau nach Liegnitz sowie der nachfolgenden Industrialisierung erlebte die Stadt im 19. Jahrhundert eine wirtschaftliche Blüte, die auch zu einem raschen Anstieg der Bevölkerung führte. In der preußischen Verwaltung im Liegnitzer Schloss war Alexander von Minutoli (1806–1887), als Gewerbedezernent für die schlesische Industrie-Entwicklung tätig. Er gründete in seiner Wohnung in der Goldberger Straße 33 schon im April 1844 mit einer aus 3600 Objekten bestehenden Sammlung das erste Kunstgewerbemuseum der Welt. Durch König Friedrich Wilhelm IV. unterstützt, durfte er dann seine schnell wachsende Sammlung im oberen Stockwerk des Liegnitzer Schlosses ausstellen. 1857 besichtigten 6000 Personen aus ganz Europa die in 18 Räumen präsentierten 28.000 Objekte zwischen Juni und Ende November.
Zwischen 1844 und 1875 erhielt die Stadt Eisenbahnverbindungen mit den benachbarten schlesischen Städten sowie mit Dresden und Berlin. Bedeutung erlangte der intensive Gemüseanbau, der 1723 durch die Einrichtung einer Höheren Landwirtschaftsschule gefördert wurde. (Zweihundert Jahre später – 1925 – wurde daraus die Landwirtschaftliche Gemüsebauschule.) Bedeutung erlangten auch die Liegnitzer Textilerzeugnisse sowie ab 1849 der Klavierbau der Firma Eduard Seiler (später auch Möbelbau, Liegnitzer Ringtisch). Liegnitz war Sitz einer Oberpostdirektion (1850 bis 1934).
Zum 1. Januar 1874 wurde Liegnitz als dritte niederschlesische Stadt (nach Breslau und Görlitz) zum Stadtkreis erhoben. Der Landrat des Landkreises Liegnitz hatte weiterhin seinen Sitz in der Stadt. Mitte Juni 1898 kam es während der Amtszeit des Oberbürgermeisters Ottomar Oertel aus nichtigem Anlass in der Stadt zu mehrtägigen Unruhen, welche einen Toten und mehrere Verletzte forderten und nur durch den massiven Einsatz einer Kompanie des dortigen Grenadier-Regiments Nr. 7 beendet werden konnten. Diese Tumulte in Liegnitz waren die Ursache für beträchtliche Reformen in der Kommunalen Polizei Preußens ab 1898. Die elektrische Straßenbahn wurde 1898 in Betrieb genommen. Am Ende des 19. Jahrhunderts hatte Liegnitz zwei evangelische Kirchen, zwei katholische Kirchen, eine altkatholische Kirche, ein Bethaus der Irvingianer und eine Synagoge.
 Bei der Volkszählung von 1910 gaben in Liegnitz 95,86 Prozent der Bewohner Deutsch, 2,26 Prozent Wendisch, 1,27 Prozent Polnisch, 0,19 Prozent Tschechisch sowie 0,15 Prozent Deutsch und Polnisch als Muttersprache an.
Die Luftwaffe der Wehrmacht errichtete ab 1935 am Südrand der Stadt den Fliegerhorst Liegnitz. Zum 1. April 1937 wurden Teile der Gemeinden Alt Beckern, Groß Beckern, Hummel, Liegnitzer Vorwerke, Pfaffendorf und Prinkendorf aus dem Landkreis Liegnitz in den Stadtkreis Liegnitz eingegliedert. Von bis 1919 und von 1938 bis 1941 gehörte Liegnitz zur Provinz Schlesien und von 1919 bis 1938 sowie von 1941 bis 1945 zur Provinz Niederschlesien.
Im Zweiten Weltkrieg stieg die Einwohnerzahl infolge der Verlagerung deutscher Betriebe nach Niederschlesien auf rund 90.000 an. Am 9. Februar 1945 eroberte die Rote Armee Liegnitz und setzte Teile der Altstadt sowie das Schloss in Brand. Ab dem 25. April 1945 etablierte sich die Verwaltung der Volksrepublik Polen in der Stadt. Daneben bestand bis 1947 weiterhin die Sowjetische Militärkommandantur. Der Ortsname wurde zunächst zu Lignica polonisiert und später in Legnica abgeändert. Die Bevölkerung wurde fast gänzlich aus Liegnitz vertrieben und es begann die Besiedlung mit Polen, die vorwiegend aus den im Rahmen der „Westverschiebung Polens“ an die Sowjetunion gefallenen Gebieten östlich der Curzon-Linie kamen.
Obwohl die Stadt nach der Eroberung und den Brandstiftungen nahezu unzerstört geblieben war, wurde die gut erhaltene mittelalterliche Altstadt mit ihrer kleinteiligen Bebauung in den 1960er Jahren eingeebnet. Lediglich die Kirchen der Stadt, öffentliche Bauten, wie die beiden Rathäuser, die Ritterakademie und das Stadttheater sowie einige wenige Bürgerhäuser, wie die Heringsbuden, blieben als Fragmente der Altstadt bestehen, die daraufhin im sozialistischen Musterstil mit Wohnblöcken auf vereinfachtem Straßennetz neu angelegt wurde.
Zur Zeit des Kalten Krieges war Legnica der wichtigste Standort der Sowjetarmee in der Volksrepublik Polen und eine wichtige Schaltzentrale des Warschauer Pakts, was die Verwandlung größerer Teile des Stadtgebiets zum Sperrgebiet für die polnische Bevölkerung zur Folge hatte. Die sowjetische Militäradministration übernahm rund ein Drittel der Immobilien im Stadtgebiet, zu „Klein-Moskau“ (Mała Moskwa) hatten die polnischen Behörden keinen Zutritt. In Legnica befanden sich der Stab der Nordgruppe der Truppen der Sowjetarmee – bis zur Verlegung nach Warschau und Świdnica 1984 – sowie das Oberkommando der Westrichtung des Warschauer Pakts, außerdem die 4. Luftarmee der Sowjetischen Luftstreitkräfte. Von hier aus brachen die sowjetischen Truppen im August 1968 in die Tschechoslowakei auf. Der Abzug der russischen Truppen war 1993 abgeschlossen.
Laut der polnischen Volkszählung von 2002 bezeichneten sich 94,96 Prozent der Einwohner als Polen, 0,31 Prozent als Ukrainer, 0,24 Prozent als Lemken und 0,11 Prozent als Roma.
In Liegnitz befand sich der erste schriftlich dokumentierte deutsche Briefkasten 1633 am Haynischen Tor. Bekannt war Liegnitz insbesondere auch für seine Pfefferkuchenspezialität Liegnitzer Bombe.
Am 25. März 1992 erhob Papst Johannes Paul II. Liegnitz zum Sitz des römisch-katholischen Bistums Legnica.

### Wirtschaftsgeschichte
In früheren Jahrhunderten spielten die Landwirtschaft und speziell der Gemüseanbau eine bedeutende Rolle. Ein bekanntes Produkt sind die „Liegnitzer Stickse“ (eingelegte, längs geviertelte Gurken). Im 19. und 20. Jahrhundert etablierten sich Betriebe der chemisch-pharmazeutischen Branche, metallverarbeitende Betriebe (vor allem Textilmaschinenbau), Bekleidungs- und Holzindustrie.
Im 19. und frühen 20. Jahrhundert war Liegnitz ein bedeutendes Zentrum des Klavierbaus. Im Jahr 1913 bestanden zwölf Pianofortefabriken. Drei Klaviaturfabriken arbeiteten als Zulieferer für Firmen wie Blüthner in Leipzig. 1849 wurde die Pianofortefabrik Eduard Seiler gegründet, die nach der Vertreibung in Kitzingen am Main fortgeführt wurde und als Marke bis heute besteht. Die Fabriken von Julius Gerstenberger (gegründet 1864) und Gustav Selinke (gegr. 1866, 1889 Selinke & Sponnagel, 1894 Eduard Sponnagel) wurden 1925/29 von Arthur Franke in der Firma Franke, Sponnagel & Gerstenberger zusammengeführt. Ein weiterer großer Betrieb mit fast zweitausend Mitarbeitenden war die Liegnitzer Wollwarenfabrik.

## Bevölkerungsentwicklung

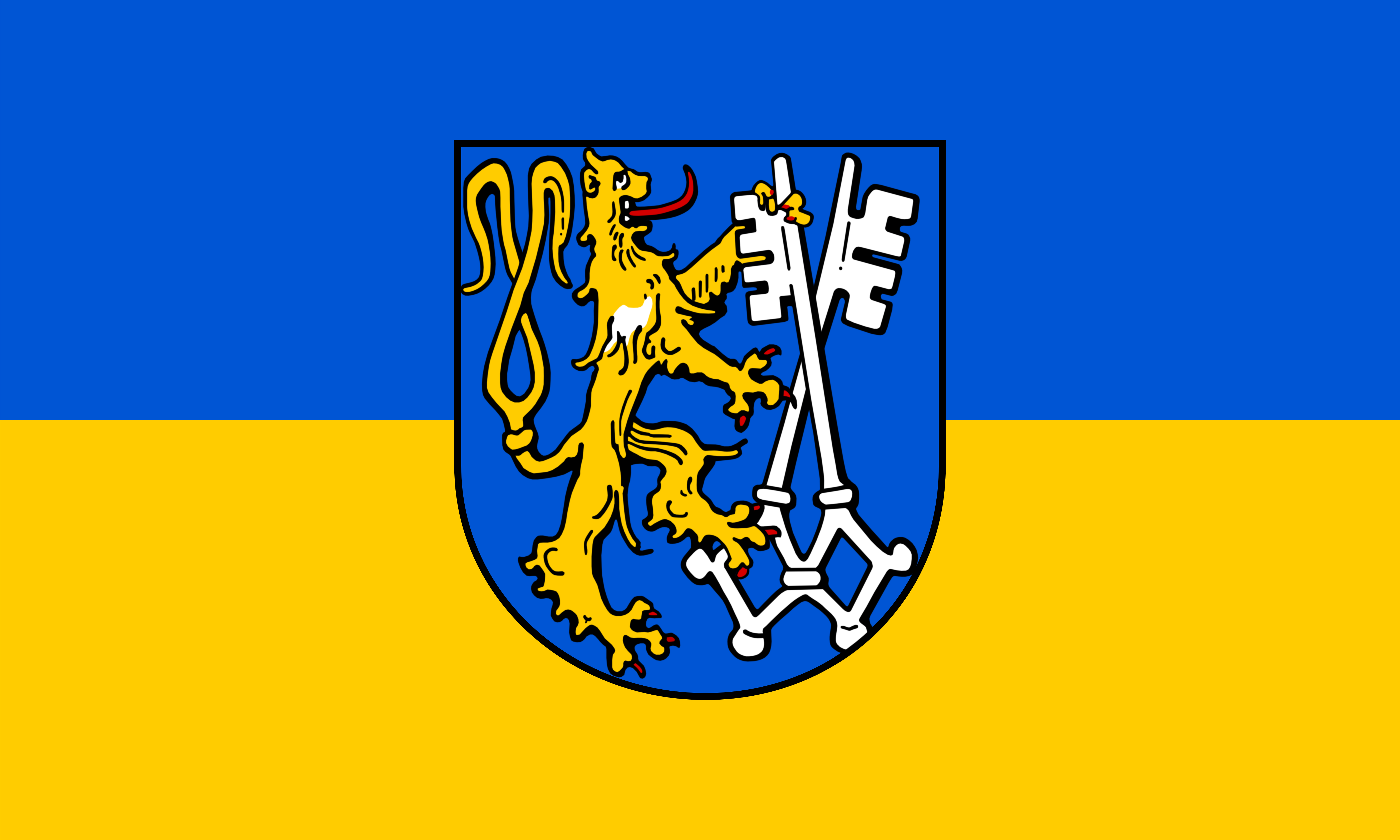
Flagge der Stadt Liegnitz.

Im Zeitraum 1890 bis 1939 gehörten über 80 Prozent der Einwohner von Liegnitz der evangelischen Glaubensgemeinschaft an.
| Jahr | Einwohner | Anmerkungen |
| ---- | --------- | --- |
| 1783 | 04.810    | [ 19 ] |
| 1819 | 09.617    | [ 20 ] |
| 1825 | 09.592    | davon 7953 Evangelische, 1536 Katholiken und 102 Juden                                                                      |
| 1828 | 10.242    | ohne Militär |
| 1829 | 10.245    | ohne Militär, davon 8445 Evangelische, 1653 Katholiken und 147 Juden                                                        |
| 1840 | 13.150    | ohne Militär, davon 10.780 Evangelische, 2.038 Katholiken und 332 Juden                                                     |
| 1855 | 15.891    | meist Protestanten, unter diesen auch 257 Altlutheraner, 47 Irvingianer und 8 Baptisten                                     |
| 1858 | 17.889    | davon 17.124 Zivilisten (13.794 Evangelische, 2.526 Katholiken, 197 Christkatholiken und 807 Juden) und 765 Militärpersonen |
| 1864 | 19.574    | [ 19 ] |
| 1880 | 37.157    | [ 25 ] |
| 1885 | 43.347    | [ 25 ] |
| 1890 | 46.874    | davon 37.350 Evangelische, 8.176 Katholiken und 913 Juden                                                                   |
| 1900 | 54.822    | davon 43.793 Evangelische, 9.657 Katholiken und 877 Juden                                                                   |
| 1910 | 66.620    | davon 53.136 Evangelische, 11.827 Katholiken und 742 Juden (1.888 Militärpersonen)                                          |
| 1925 | 73.123    | davon 58.441 Evangelische, 12.201 Katholiken, 118 sonstige Christen, 833 Juden                                              |
| 1933 | 76.544    | davon 60.682 Evangelische, 11.975 Katholiken, 13 sonstige Christen, 674 Juden                                               |
| 1939 | 78.456    | davon 60.263 Evangelische, 12.453 Katholiken, 445 sonstige Christen, 194 Juden                                              |
| 1945 | 25.085    | |

| Jahr | Einwohner | Anmerkungen |
| ---- | --------- | ----------- |
| 1960 | 065.000   | [ 27 ]      |
| 1995 | 107.837   |             |
| 2000 | 107.427   |             |
| 2005 | 105.939   |             |

## Politik

### Stadtpräsident
An der Spitze der Stadtverwaltung steht der Stadtpräsident. Seit 2002 war dies Tadeusz Krzakowski (SLD). Ab 2006 kandidierte er mit seinem eigenen Wahlkomitee, blieb aber SLD-Mitglied und wurde von seiner Partei auch unterstützt. Bei der Neuwahl im Oktober 2018 stellte das Wahlbündnis aus SLD und Lewica Razem dann erstmals einen eigenen Kandidaten gegen ihn auf, konnte seine Wiederwahl aber nicht durchsetzen. 2024 wurde Maciej Kupaj (PO) zu seinem Nachfolger gewählt. Die turnusgemäße Wahl 2024 führte zu folgendem Ergebnis:
- Maciej Kupaj (Koalicja Obywatelska) 47,3 % der Stimmen
- Joanna Śliwińka-Łokaj (Prawo i Sprawiedliwość) 25,6 % der Stimmen
- Tadeusz Krzakowski (Wahlkomitee Tadeusz Krzakowski) 15,3 % der Stimmen
- Bartłomiej Rodak (Wahlkomitee „Neues Legnica – Bartłomiej Rodak“) 11,9 % der Stimmen

Nachdem Amtsinhaber Krzakowski bereits im ersten Wahlgang als Drittplatzierter ausgeschieden war, setzte sich Maciej Kupaj in der Stichwahl mit 65,9 % der Stimmen deutlich gegen die PiS-Kandidatin Śliwińka-Łokaj durch und wurde neuer Stadtpräsident.
Die turnusgemäße Wahl 2018 führte zu folgendem Ergebnis:
- Tadeusz Krzakowski (Wahlkomitee Tadeusz Krzakowski) 42,5 % der Stimmen
- Jarosław Rabczenko (Koalicja Obywatelska) 26,6 % der Stimmen
- Arkadiusz Baranowski (Prawo i Sprawiedliwość) 22,7 % der Stimmen
- Adam Gizicki (Kukiz’15) 4,4 % der Stimmen
- Michał Huzarski (Sojusz Lewicy Demokratycznej / Lewica Razem) 3,8 % der Stimmen

Bei der damit notwendigen Stichwahl setzte sich Krzakowski mit 64,8 % der Stimmen deutlich gegen den KO-Kandidaten Rabczenko durch und blieb Stadtpräsident.

### Stadtrat
Der Stadtrat umfasst 23 Mitglieder, die direkt gewählt werden. Die Wahl im April 2024 führte zu folgendem Ergebnis:
- Koalicja Obywatelska (KO) 46,0 % der Stimmen, 14 Sitze
- Prawo i Sprawiedliwość (PiS) 28,2 % der Stimmen, 8 Sitze
- Wahlkomitee Tadeusz Krzakowski 11,5 % der Stimmen, 1 Sitz
- Wahlkomitee „Neues Legnica – Bartłomiej Rodak“ 9,6 % der Stimmen, kein Sitz
- Übrige 4,7 % der Stimmen, kein Sitz

Die Wahl im Oktober 2018 führte zu folgendem Ergebnis:
- Wahlkomitee Tadeusz Krzakowski 28,1 % der Stimmen, 9 Sitze
- Prawo i Sprawiedliwość (PiS) 27,7 % der Stimmen, 7 Sitze
- Koalicja Obywatelska (KO) 27,1 % der Stimmen, 7 Sitze
- Sojusz Lewicy Demokratycznej (SLD) / Lewica Razem (Razem) 8,9 % der Stimmen, kein Sitz
- Kukiz’15 8,3 % der Stimmen, kein Sitz

### Partnerstädte
- Wuppertal, das 1954 die Patenschaft für die aus Liegnitz vertriebenen Deutschen übernahm und bis 2020 ein Liegnitzer Heimatarchiv beherbergte.
- Meißen[32]
- Blansko, Tschechien
- Drohobytsch, Ukraine
- Roanne, Frankreich

### Sonstiges
In vielen Städten in der Bundesrepublik wurden in der Nachkriegszeit als Zeichen der Verbundenheit mit den verlorenen deutschen Ostgebieten Straßen nach dortigen Städten benannt. So gibt es beispielsweise u. a. in Bonn, Marl, in München und in Lünen eine Liegnitzer Straße. Ein historischer Tischtypus ist der Liegnitzer Ringtisch (benannt nach dem Herstellungsort).

## Wappen

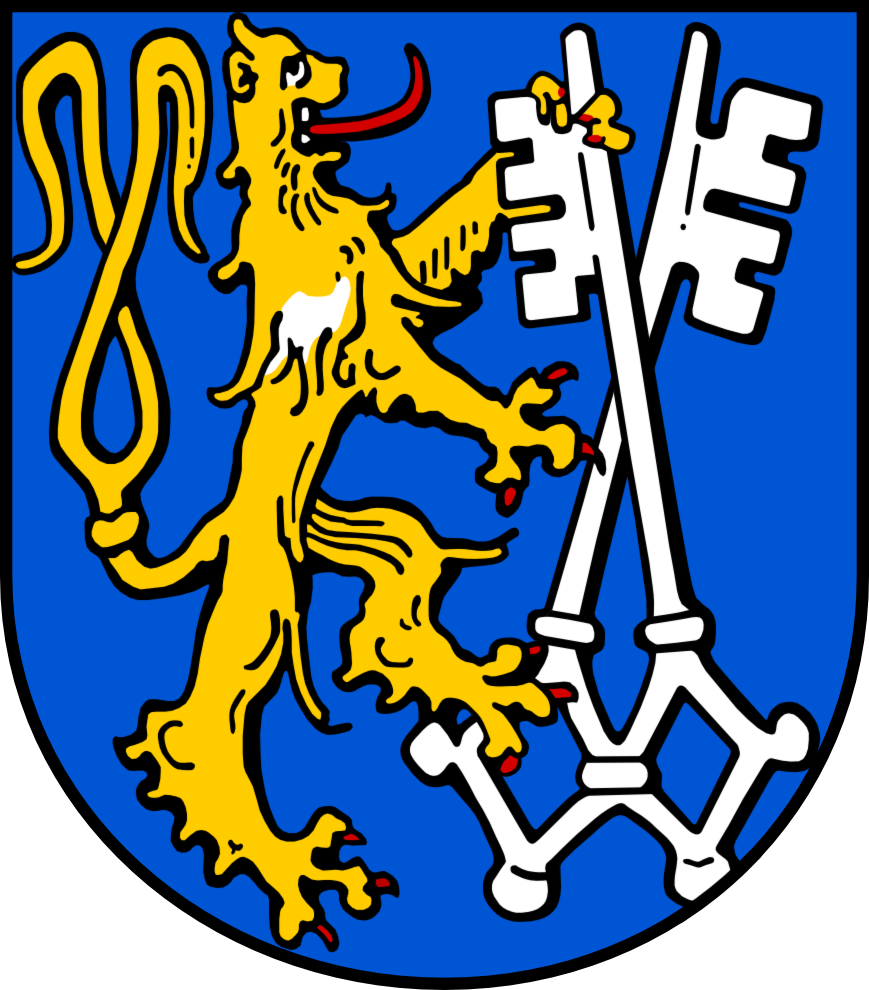
Ehemaliges Wappen von Liegnitz (bis 1945 in Gebrauch)

Blasonierung: In Blau ein nach links gewendeter, goldener, doppeltgeschwänzter Löwe mit zwei gekreuzten silbernen Schlüsseln in den Pranken.
In dieser Form wurde das Wappen am 12. März 1453 vom böhmischen König Ladislaus Postumus verliehen und von Kaiser Friedrich III. bestätigt. Ungewöhnlich ist das in der Verleihungsurkunde beschriebene Oberwappen, das aus einer Krone und der darauf befindlichen gemeinen Figur des Schilds besteht („…auf dem schild ain gulden Cron und darinn das vordertail des Lewen haltend in der ainen phaten zwen Sluessel…“). Die Schlüssel sind Attribute des heiligen Petrus, des Patrons der Stadtpfarrkirche, und finden sich bereits in älteren Stadtsiegeln.

## Wirtschaft und Infrastruktur

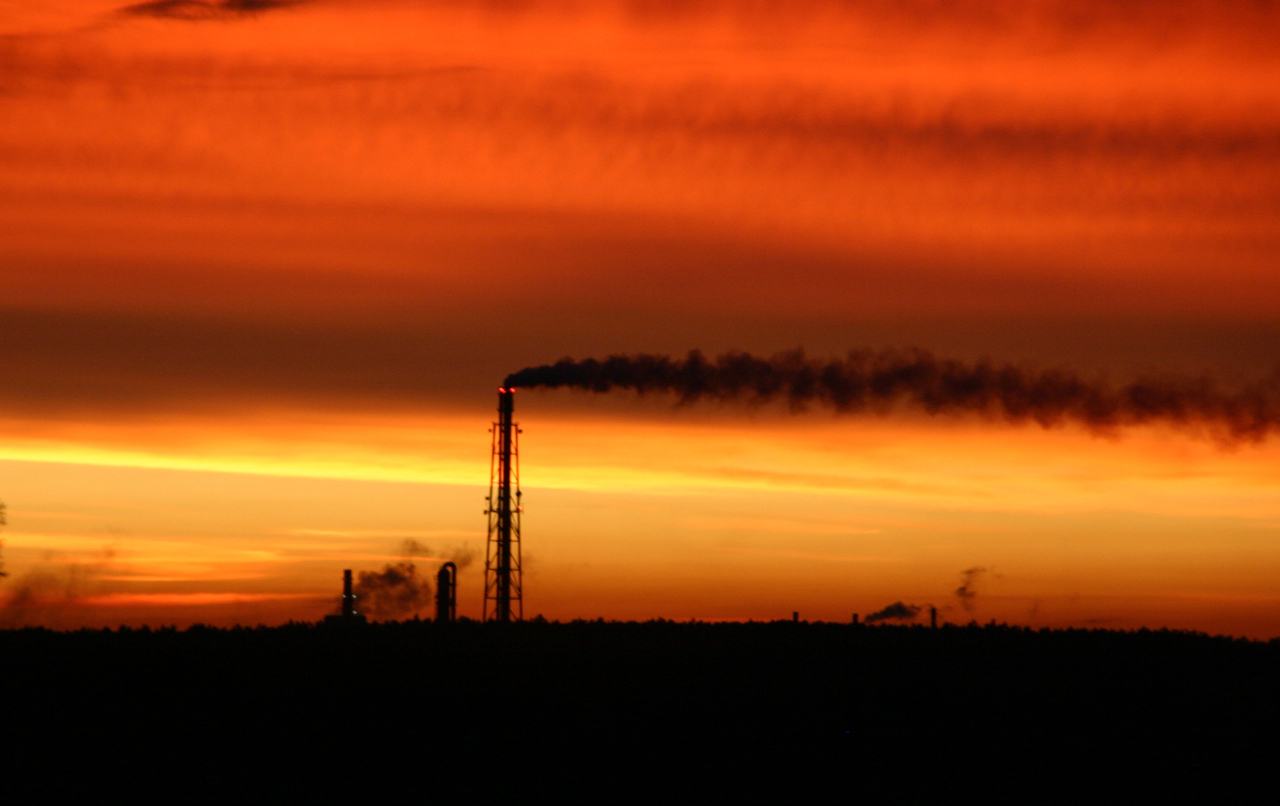
Produkt der Kupferschmelzhütte

Die großen Kupfererzvorkommen nördlich der Stadt wurden ab 1957 abgebaut und es entstand eine Kupferschmelzhütte, für die im Jahr 1960 eine Schmelzkapazität von 50.000 Tonnen/Jahr angegeben wurde.

### Schienenverkehr
Liegnitz verfügt über zwei Bahnhöfe. Den Bahnhof Legnica im Nordosten des Stadtzentrums und den Haltepunkt Legnica Piekary im Stadtteil Piekary.
Eisenbahnverbindungen bestehen nach Dresden, Posen und Kattowitz und Berlin. Es ist sowohl an das europäische Schienen-Fernverkehrs-Netz angeschlossen, als auch wichtiger Knotenpunkt für den regionalen Schienenpersonennahverkehr. Regelmäßig verkehren von Liegnitz Intercity-Züge nach Berlin oder auch Regionalzüge nach Dresden.

### Straßenverkehr
Durch Liegnitz führt die Europastraße E40 als Autostrada A4, welche Deutschland mit Oberschlesien verbindet. Diese bildet in weiten Teilen die Via Regia ab, eine mittelalterliche königliche Handelsstraße, die das Rheinland mit Schlesien verband. Auch ist die Via Regia Teil der weit verzweigten Pilgerwege zur Heiligtumsfahrt nach Aachen und der Jakobswege nach Santiago der Compostela. Ebenso verläuft die parallel zur A4 liegende Landesstraße DK94 durch Liegnitz.
Die Europastraße E65, welche den Norden und Süden Europas verbindet, verläuft, als Schnellstraße S3, westlich der Stadt.

### Flugplatz Liegnitz
Seit 1912 verfügt die Stadt, mit Unterbrechungen über einen Flugplatz, der 1935 zu einem Fliegerhorst ausgebaut wurde. Im Kalten Krieg war hier die 4. Luftarmee der sowjetischen Luftstreitkräfte stationiert und der Flughafen wurde weiter ausgebaut. Heute wurde der Flughafen weitestgehend zurückgebaut und wird nur noch in Teilen als ziviler Flugplatz genutzt. Anfang der 2000er Jahre entstand dort ein Gewerbegebiet.

## Kultur und Sehenswürdigkeiten

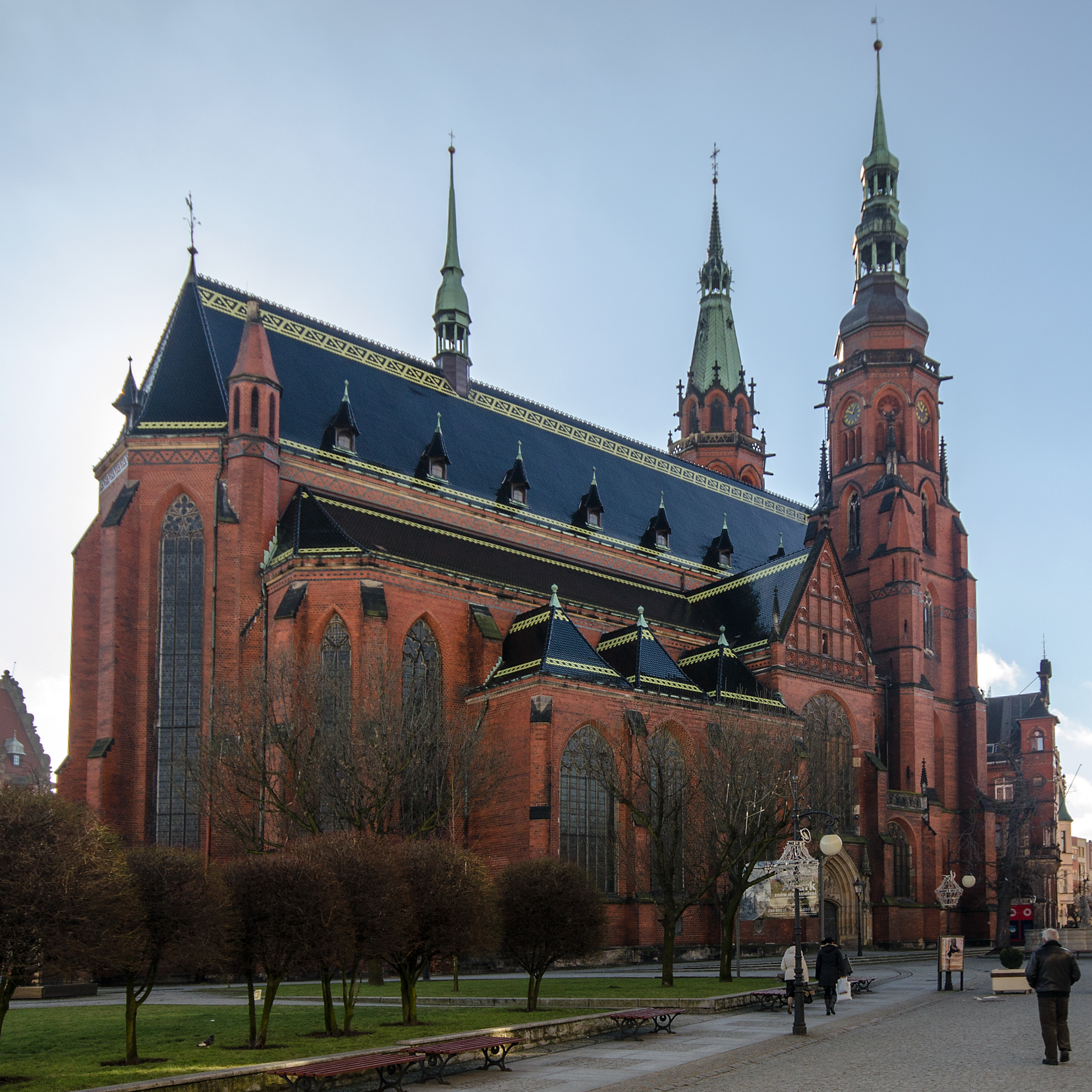
Kathedrale St. Peter und Paul

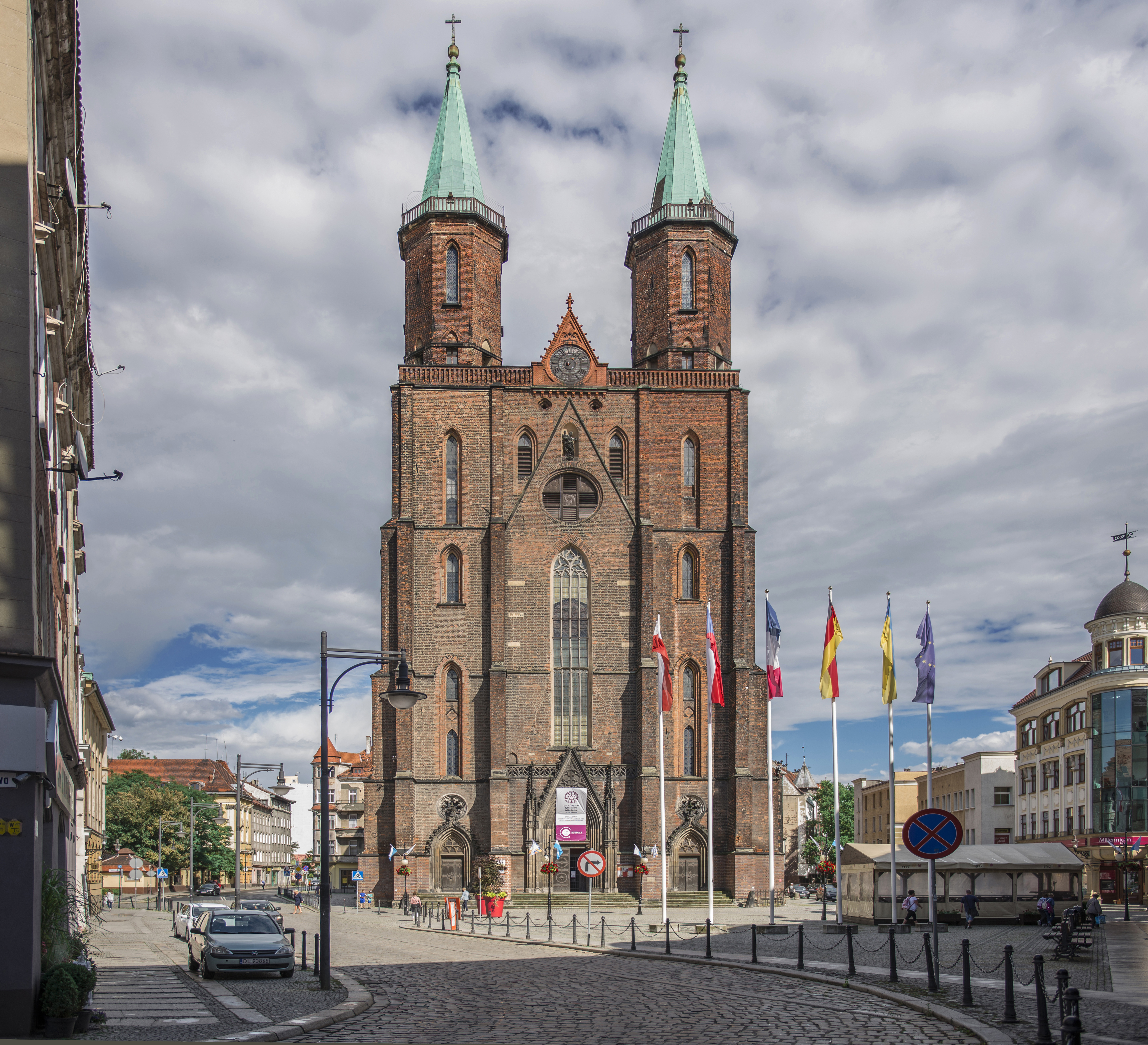
Marienkirche

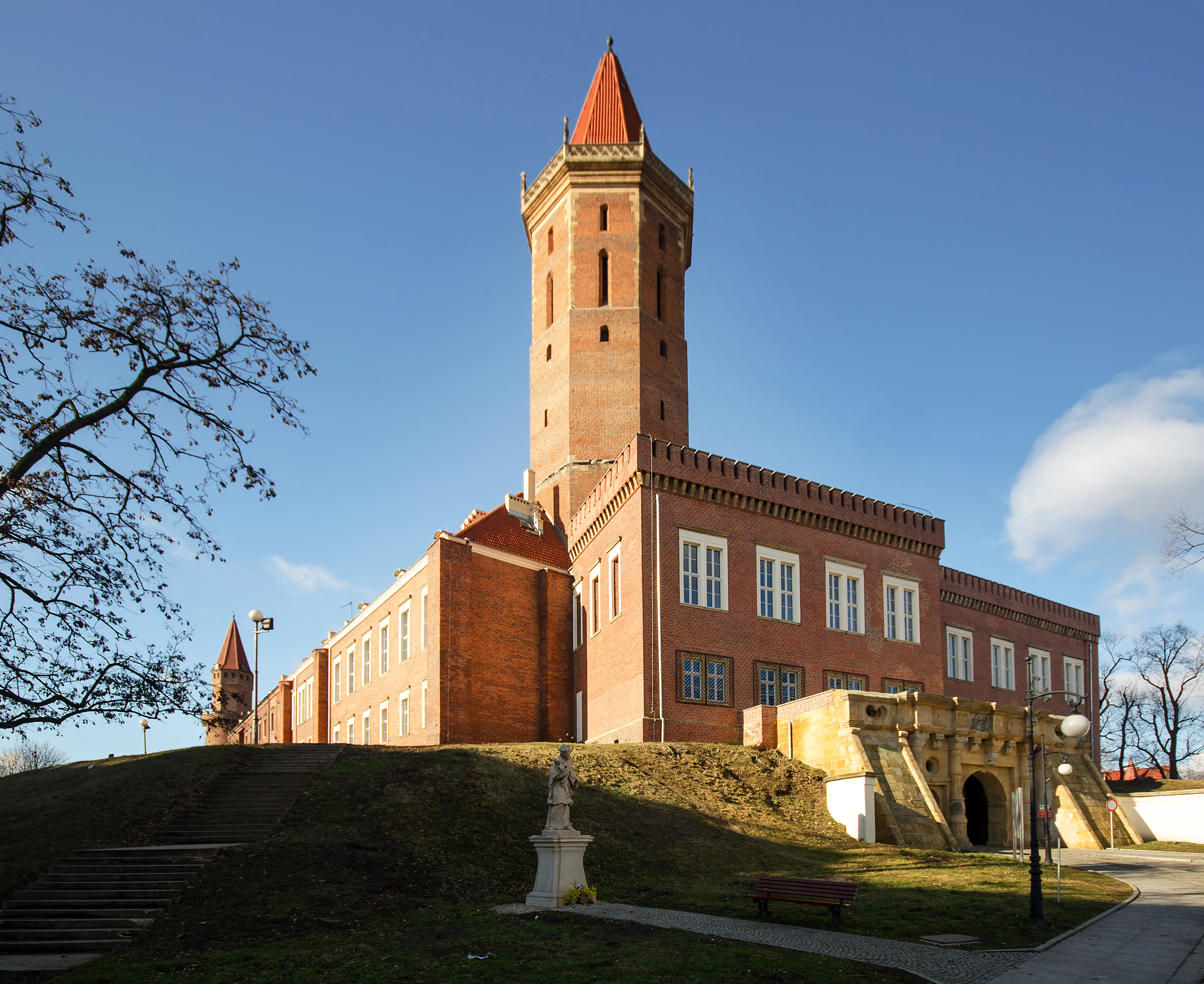
Blick auf den östlichen Eingang des Piastenschlosses

- Die gotische Kathedrale St. Peter und Paul (polnisch Kościół ŚŚ Piotra i Pawła), auch „Oberkirche“ genannt, wurde von 1329 bis 1390 errichtet, mehrmals nach Brandschäden wieder instand gesetzt, beispielsweise 1835 nach Entwürfen von Karl Friedrich Schinkel.[34] Die Restaurierung bzw. der Umbau der Kirche von 1892 bis 1894 nach einem Entwurf Johann Otzens führte zu grundlegenden Veränderungen vor allem für das Äußere. Die unvollendet gebliebene Hauptfassade wurde um einen Südturm mit neugotischem Turmhelm ergänzt und der Gesamtbau durch Verblendung mit neuen Backsteinen sowie neue Bauplastiken in seiner historischen Substanz stark verändert. Dagegen blieb die wertvolle Innenausstattung der dreischiffigen Hallenkirche erhalten. Aus der Renaissance stammen das Liegnitzer Ratsgestühl von 1568, die Kanzel Caspar Bergers von 1586 bis 1588 sowie zahlreiche Epitaphien. Barock ist neben dem Hauptaltar mit dem Gemälde Christi Himmelfahrt das Gehäuse der Orgel (1722–1725), ein Werk Ignatius Mentzels, das ein Instrument der Firma Schlag & Söhne von 1894 birgt.[35] Nachdem Herzog Friedrich II. 1522/23 in seinem Herzogtum Liegnitz die Reformation einführte, diente die Kirche als evangelisches Gotteshaus. Nach dem Übergang an Polen 1945 wurde sie den Katholiken übergeben. Eine Ende des 19. Jahrhunderts entfernte Marienfigur im Hauptportal wurde nach der Rekatholisierung wieder angebracht und die an dieser Stelle eingefügte Figur Martin Luthers entfernt. Dessen im 19. Jahrhundert nebenstehend angebrachtes Zitat „Hier stehe ich und kann nicht anders. Gott helfe mir. Amen. Worms 1521“ blieb jedoch erhalten[36] und wird nun scheinbar Maria in den Mund gelegt. Seit 1992 dient die Kirche als Kathedrale des neugegründeten Bistums Legnica.

- Die älteste Kirche ist die aus dem 12. Jahrhundert stammende Marien- oder Niederkirche (Kościół Marii Panny), die auch als Liebfrauenkirche bekannt wurde. Stärker noch als der Dom wurde ihre ursprüngliche gotische, mehrfach umgebaute Gestalt nach einem Brand von 1824 bis 1829 neugotisch überformt und zur Hallenkirche verändert. Sie besitzt ein üppiges barockes Orgelgehäuse von 1735.

- Die Pfarrkirche St. Johannes Baptist (Kościół Św. Jana Chrzciciela), im Jahre 1333 begonnen, wurde von 1714 bis 1720 vermutlich nach Entwürfen von Christoph Dientzenhofer und dessen Sohn Kilian Ignaz Dientzenhofer fertig gebaut. Südöstlich der Kirche befindet sich das Mausoleum der Schlesischen Piasten, das von 1677 bis 1679 als Stiftung der Herzogin Luise von Anhalt-Dessau errichtet wurde.

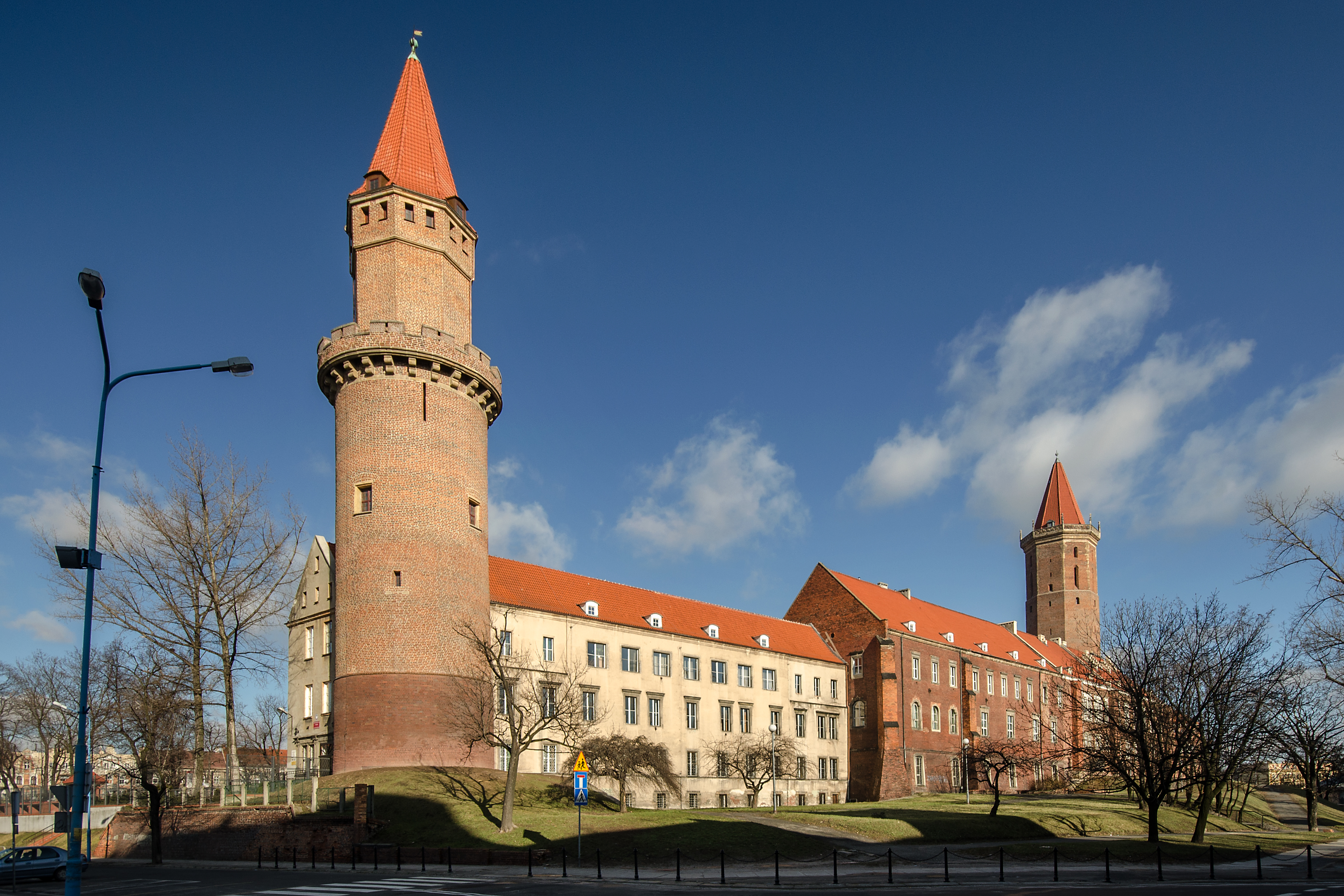
Das Liegnitzer Piastenschloss

- Das Piastenschloss (Zamek Piastowski) zählt zu den ältesten Steinburgen Polens. Es entstand am Ende des 11. Jahrhunderts und war zwischen 1248 und 1675 Hauptsitz der Herzöge von Liegnitz und Brieg. Nach dem Tod des letzten Piasten Georg Wilhelm I. fiel das Schloss als erledigtes Lehen an die Krone Böhmen heim. Als der preußische König Friedrich II. die Stadt 1740 einnahm, ließ er das Schloss umbauen. Verteidigungsanlagen wie Wassergraben oder Zugbrücke wurden entfernt. 1835 und 1840 zerstörten zwei Feuer das alte Piastenschloss. 1840 wurde es nach Plänen von Schinkel wiederaufgebaut, wobei das Schloss durch Ornamente im Stil der Gotik und Renaissance ergänzt wurde. 1945 brannte das Schloss vollkommen aus und wurde erst in den 1960er Jahren wieder aufgebaut. 2009 wurde es saniert und beide Türme als Aussichtsplattform für die Öffentlichkeit freigegeben. Im Gebäude befinden sich heute Bildungseinrichtungen, darunter die Pädagogische Hochschule Legnica.[37]

- Das Alte Rathaus am Ring wurde von 1737 bis 1741 im Barockstil errichtet.

Das Neue Rathaus (Nowy ratusz) wurde von 1902 bis 1906 nach einem Entwurf des Stadtbaurats Paul Oehlmann im Stil der Neorenaissance errichtet. Wegen der raschen Zunahme der Bevölkerung war der Bau eines neuen Rathauses nötig geworden. Der eigentliche Plan sah neben diesem Gebäude weitere Bauten vor, welche zusammen einen Innenhof bildeten und durch einen großen Turm ergänzt werden sollten. Dieses Projekt wurde jedoch wohl aufgrund von mangelnden finanziellen Mitteln nicht realisiert. Heute befindet sich noch immer die Verwaltung der Stadt in dem Gebäude.
Weitere Sehenswürdigkeiten

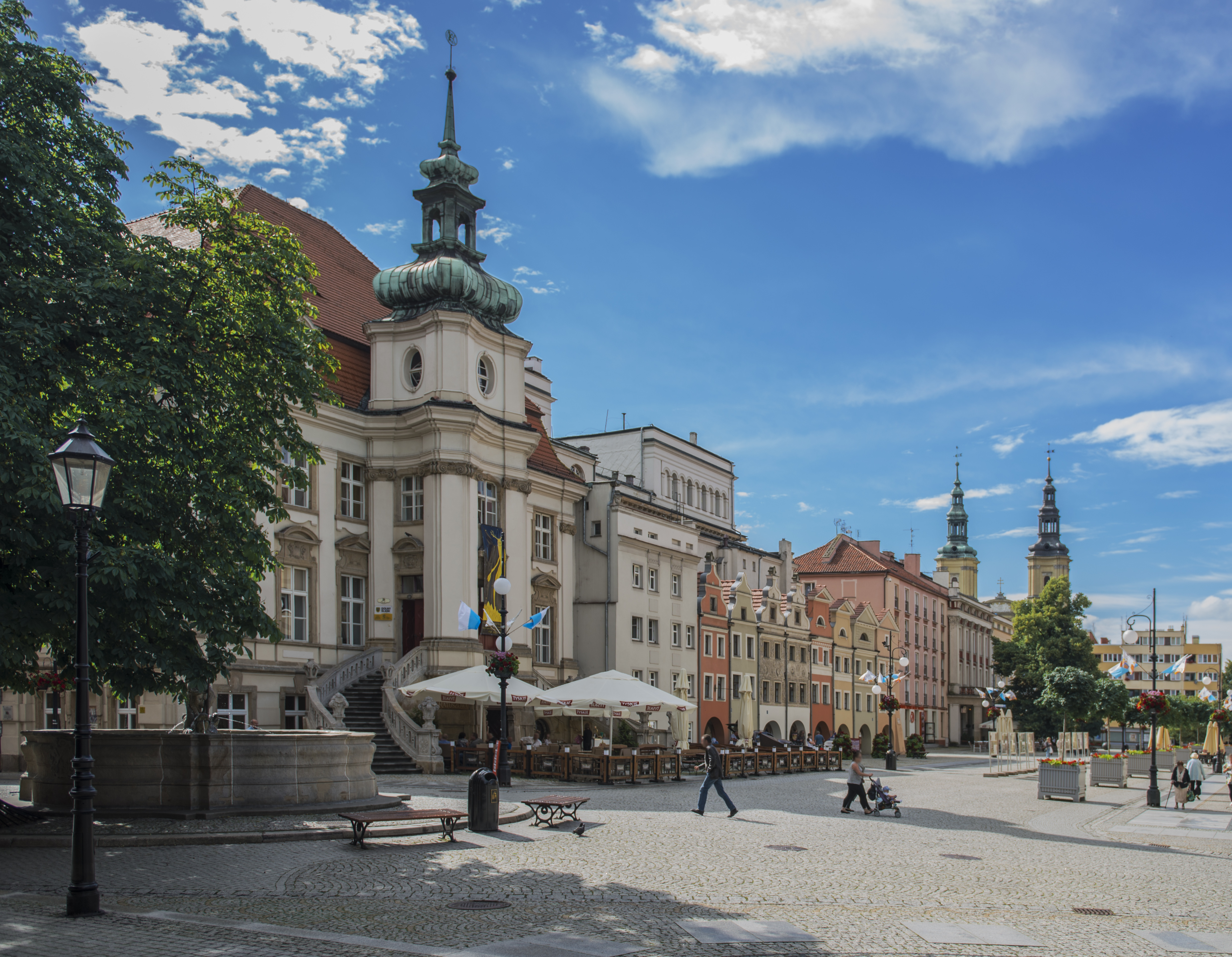
Liegnitzer Ring mit Altem Rathaus und Heringsbuden
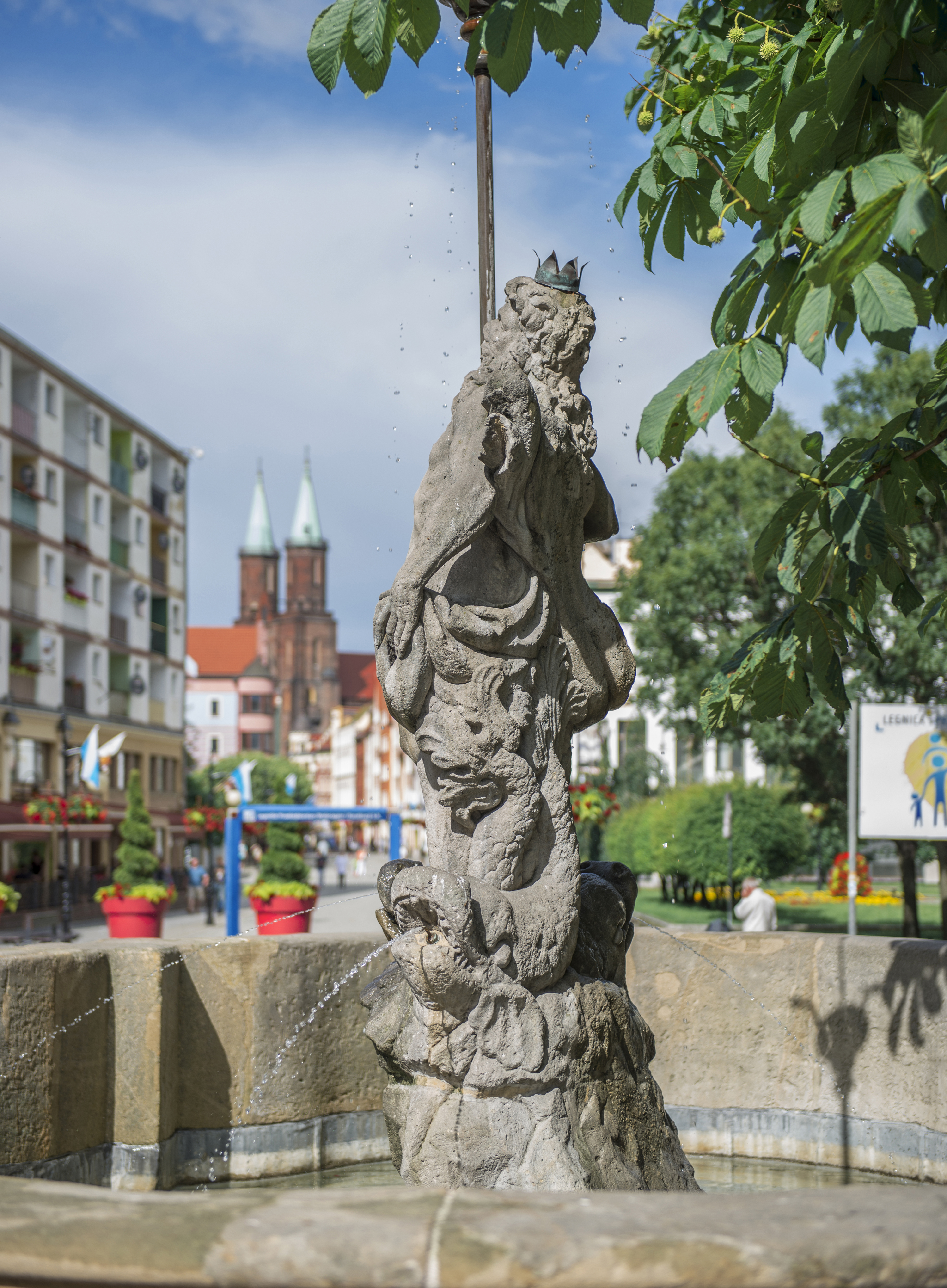
Gabeljürge
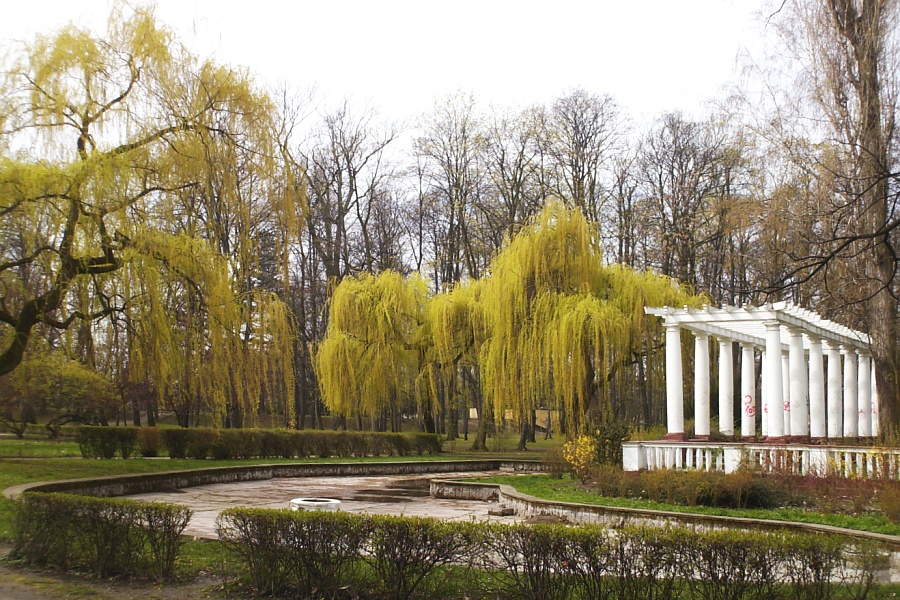
Stadtpark
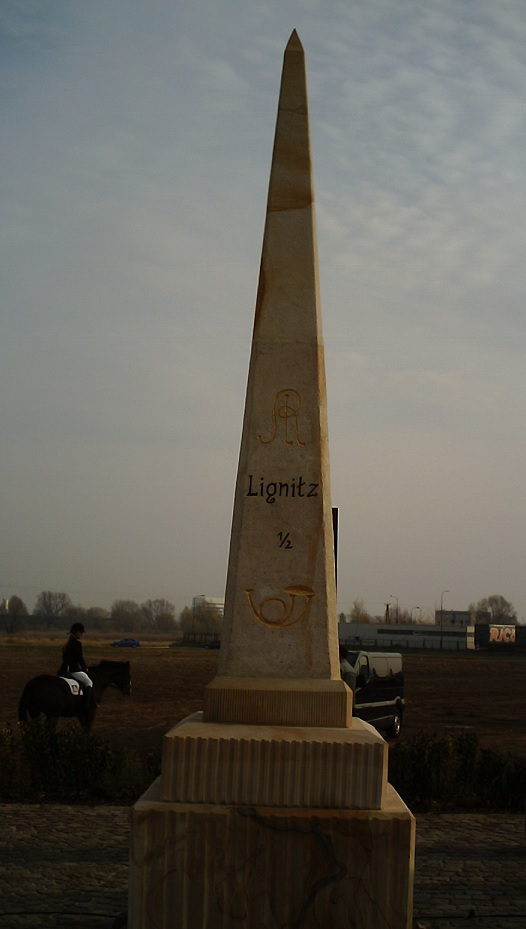
Preußischer Ganzmeilenobelisk als Kursächsische Ganzmeilensäule an der Jauerer Straße

- Die Ritterakademie wurde 1726 im Barockstil errichtet.
- Liegnitzer Ring mit Heringsbuden
- Neptunbrunnen (Gabeljürge)
- Haus zum Wachtelkorb
- Alte Stadttore (Glogauer Tor, Haynauer Tor)
- Franziskanerkloster
- Scultetus-Haus mit Sgraffito-Schmuck
- Gebäude der Hauptpost
- Gebäude des Hauptbahnhofs, Neubau der Deutschen Reichsbahn von 1929 mit stützenfreier großer Bahnhofshalle
- Denkmal-Dampflok, erbaut von Schichau 1943 (Standort Gleisvorfeld des Hauptbahnhofs)
- Dreifaltigkeitskirche
- Kaiser-Friedrich-Gedächtniskirche
- Orthodoxe Auferstehungskirche
- Stadtpark
- Jüdischer Friedhof
- Im Jahre 2005 als Kursächsische Ganzmeilensäule restaurierter preußischer Ganzmeilenobelisk aus dem 19. Jahrhundert an der Jauerstraße
- In der St.-Hyazinth-Kirche (Parafia Rzymskokatolicka p.w. św. Jacka) wird eine von der katholischen Kirche 2016 zur Verehrung zugelassene Bluthostie ausgestellt.[39]

## Architektur

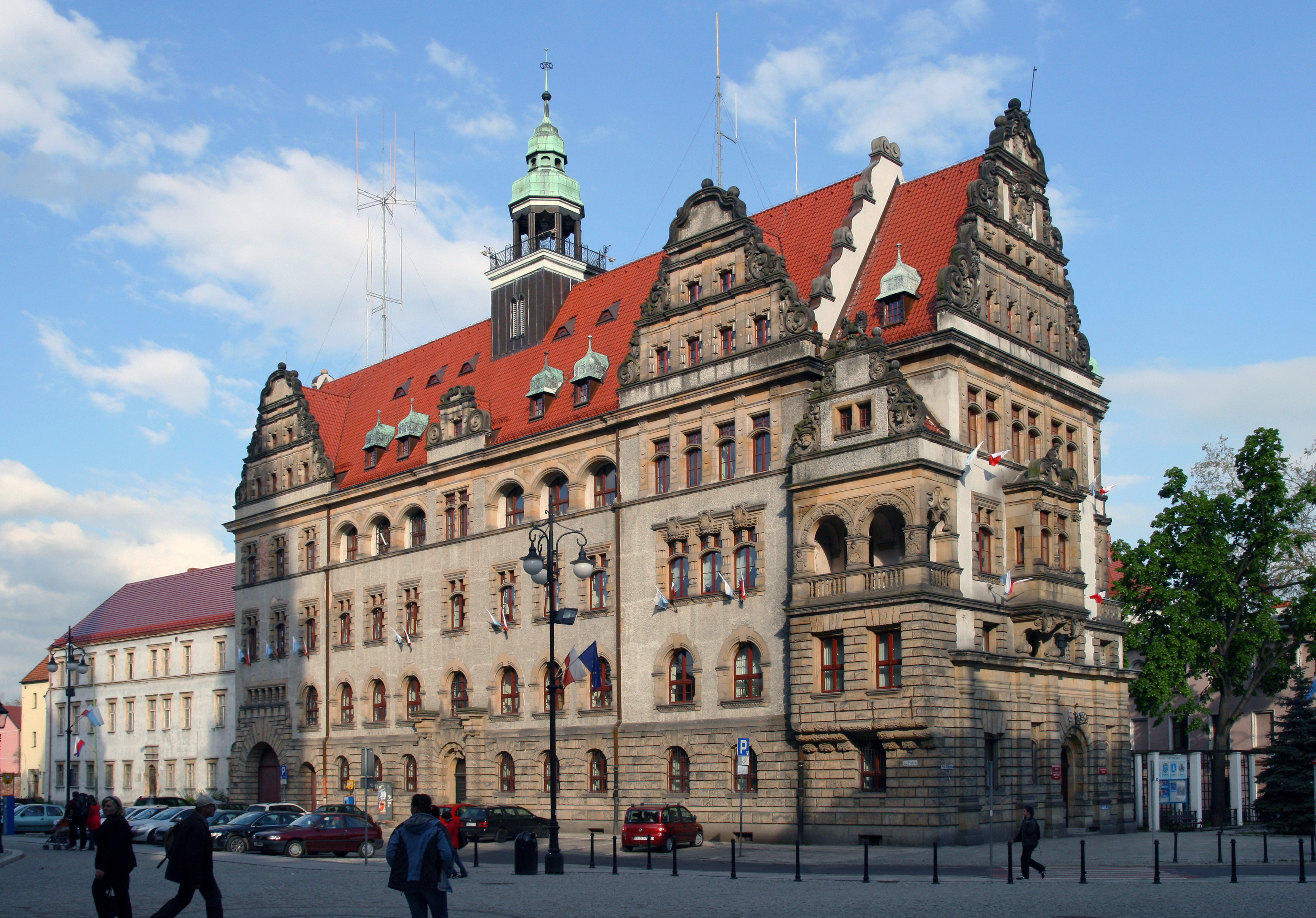
Neues Rathaus

Der Kern des Stadtzentrums wurde über die Jahrhunderte von Bränden heimgesucht. In den 1960er und 1970er Jahren entstanden hier Plattenbauten und heute ist das Zentrum architektonisch nicht einheitlich. Im Stadtzentrum befinden sich die Bauten aus dem Mittelalter (das Piastenschloss, die Kathedrale, die Marienkirche, erhaltene historische Türme von Teilen der Stadtmauer), der Renaissance (Teile des Schlosses, Häusergruppe – sogenannte „Heringsbuden“, das Haus zum Wachtelkorb, Scultetus-Mietshaus), dem Barock (die Ritterakademie, die St. Johannes-Kirche, die ehemalige St.-Mauritius-Kirche, die Kurie der Lubiąż-Äbte, Altes Rathaus) sowie Beispiele klassizistischer Architektur (das Gebäude des ehemaligen Geschäft „Empik“ am Marktplatz), des Neobarocks (Gebäude des I. Allgemeinbildenden Gymnasiums [I Liceum Ogólnokształcące], das Bankgebäude am Klasztorny-Platz) und schließlich moderne Gebäude sowie ältere Steinbauten, die bis zum Anfang des 20. Jahrhunderts gebaut wurden.
Einheitlicher sind die an das mittelalterliche Zentrum angrenzenden Bezirke: im südlichen Tarninów dominieren eklektische Bauten mit Einflüssen der Moderne und des Jugendstils. Im südlichen Teil des Bezirks dominieren Mietshäuser.

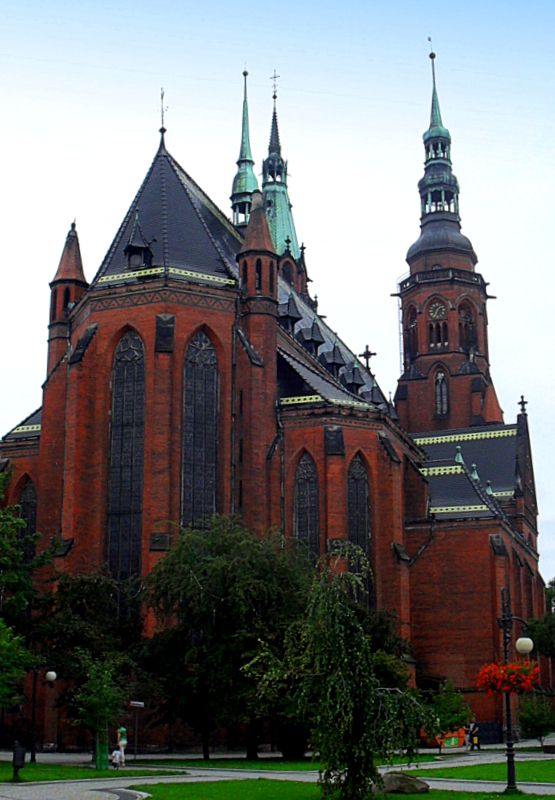
Kathedrale der Heiligen Apostel Peter und Paul

Fabryczna, der westliche Bezirk, besteht aus Fabriken und Arbeiterhäusern aus dem 19. Jahrhundert, ebenso wie der Bezirk Kartuzy im östlichen Teil. Teilweise im Norden und Südosten sind Mietshäuser zu sehen. Ochota, der Bezirk im Südosten – vom Stadtpark zum Bezirk Tarninów, besteht seit dem Beginn des 20. Jahrhunderts ebenfalls aus Mietshäusern.
Die Wohnsiedlungen von Einfamilienhäusern aus den 1920er Jahren sind typisch für das Gartenstadtkonzept. Diese sind die Bezirke: Piekary Wielkie mit einigen Reihenhäusern (West), Stare Piekary (West), Przedmieście Głogowskie (Norden), ein Teil der Sienkiewicza-Siedlung (Süden), Przybków (Süden), Nowe-Siedlung (Süden) und ein Teil der Białe-Sady-Siedlung (Südost). Die heutigen Einfamilienhäuser aus dem 21. Jahrhundert befinden sich in der Amerykańskie-Siedlung (West), Sienkiewicza-Siedlung (Süden) und W-Alejach-Siedlung (Südost). In der zweiten Hälfte des 20. Jahrhunderts entstanden die Häuser in der Białe-Sady-Siedlung (Südwesten), Bielany-Siedlung (ihr nördlicher Teil) und Sienkiewicza-Siedlung (ihr nördlicher Teil), die an damalige Idee erinnern, preiswerte Einfamilienhäuser zu bauen.
Die Mehrfamilienhäuser in der Umgebung der Działkowa-, Chojnowska- und Marynarska-Straßen, Asnyka- und Złotoryjska-Straßen (Asnyka-Siedlung), Gliwicka-Straße (Czarny-Dwór-Siedlung) und Rzeczypospolitej-Allee (Bielany-Siedlung) sind Beispiele modernistischer Bebauung. Die Plattenbau in der Fadom-Technologie wird in den östlichen Wohnsiedlungen repräsentiert: aus der Wende der 1970er und 1980er Jahren – Kopernika-Siedlung und aus der Wende der 1980er und 1990er Jahren – Piekary-Siedlung; weiter repräsentiert wird diese Technologie in den westlichen Wohnsiedlungen: Teil der Asnyka-Siedlung und Zosinek-Siedlung sowie in der Umgebung der Drzymały- und Piątnicka-Straßen. Die Bauten in der Nähe von den Straßen Myrka, Myśliwca, Słubicka, Poznańska und Chocianowska sowie die im historischen Waldpark Lasek Złotoryjski sind die ehemaligen Kaserne der Wehrmachtstruppen und später der Nordgruppe der sowjetischen Streitkräften, die an moderne Wohnungen angepasst wurden. Darunter befinden sich auch einzelne Plattenbauten, die von polnischen Unternehmen im Austausch für die zuvor bewohnten Gebäude im Zentrum errichtet wurden (der westliche Teil der Zosinek-Siedlung, der in der Breslauer-Plattenbau-Technologie erbaut wurde, die Gebäude in den Straßen Bydgoska, Chojnowska und Marcinkowskiego sowie Wybickiego und Kościuszki in Tarninów) sowie aus der UdSSR mitgebrachten Teilen zusammengebaute Gebäude des sogenannten Leningrad-Typs.

## Museen
- Das Kupfermuseum im ehemaligen Haus der Leubuser Äbte wurde 1962 gegründet. Es befasst sich mit der Geschichte des Kupferbergbaus und des Werkstoffes Kupfer.[46] Zum Museum gehören auch die Ausstellungen in der Ritterakademie, die Piasten-Kapelle, die Reste der ehemaligen Schlosskapelle im Piastenschloss und das Museum zur Schlacht bei Liegnitz in Wahlstatt.

## Sport
- In der Stadt ist der Fußballverein Miedź Legnica aktiv, der 1992 den Polnischen Fußballpokal erringen konnte. In der Saison 2018/19 spielte der Verein erstmals in der Ekstraklasa, der höchsten polnischen Spielklasse.

## Persönlichkeiten

### Söhne und Töchter der Stadt

#### Bis 1900
- Matthias von Liegnitz (um 1350 – um 1413), Theologieprofessor an der Karls-Universität Prag
- Georg Liban (1464 – nach 1546), Altphilologe, Musiktheoretiker und Komponist (Geburtsort nicht sicher)
- Hieronymus Haunold (1518–1567), deutscher Mediziner
- Johann Peter Titz (1619–1689), Pädagoge, Dichter und evangelischer Kirchenlieddichter
- Georg Thebesius (1636–1688), Stadtschreiber und Syndikus
- Christian Gottlieb Reusner (1672–1730), Stadtarzt von Jauer und Mitglied der Gelehrtenakademie Leopoldina
- Gottlieb Stolle (1673–1744), Polyhistor
- Christian Josef Willenberg (1676–1731), Militäringenieur
- Benjamin Gottlieb Gerlach (1698–1756), Pädagoge und Autor
- Kaspar Gottlieb Lindner (1705–1769), Lyriker, Opitz-Biograf und Arzt
- Georg Rudolf Böhmer (1723–1803), Mediziner und Botaniker
- Johann Christian Bartsch (1726–1803), Kriegs- und Domänenrat
- Karl Gesell (1800–1879), Pädagoge
- Julius August Lauterbach (1800–1858), Jurist, Landrat und Parlamentarier
- Julius Emil August Müller (1808–1885), evangelischer Theologe, Politiker und Abgeordneter
- Rudolf von Bessel (1810–1894), Generalleutnant
- Hermann Wasserschleben (1812–1893), Rechtshistoriker und Politiker
- Julius Sommerbrodt (1813–1903), klassischer Philologe
- Robert von Benda (1816–1899), Politiker, Mitglied des Preußischen Herrenhauses
- Johann Ernst Benjamin Bilse (1816–1902), Kapellmeister, Dirigent und Komponist
- Karl von Vogelsang (1818–1890), katholischer Publizist, Politiker und Sozialreformer
- Leopold Kronecker (1823–1891), Mathematiker
- Hugo Ernst Heinrich Rühle (1824–1888), Mediziner
- Otto Kübler (1827–1912), Pädagoge und klassischer Philologe
- Karl Hoffmann-Scholtz (1830–1888), Verwaltungsjurist und Politiker
- Gerhard Amyntor (1831–1910), preußischer Generalstabsoffizier und Schriftsteller
- Adolf Thiem (1836–1908), Wasserbau-Ingenieur, Begründer der Grundwasserforschung
- Hedwig von Rittberg (1839–1896), Krankenschwester, Gründerin des Hilfsschwestern-Vereins
- Erich Frantz (1842–1903), katholischer Theologe
- Eugene Amandus Schwarz (1844–1928), deutsch-US-amerikanischer Entomologe
- Dedo von Krosigk (1848–1908), preußischer Generalmajor
- Arthur Goebel (1853–1939), Sanitätsoffizier, Direktor der Charité
- Otto Warschauer (1853–1916), deutscher Staatswissenschaftler und Nationalökonom
- Adolph von Staff genannt von Reitzenstein (1854–1936), Jurist, Präsident des OLG Düsseldorf und Marienwerder
- Hermann von Dresler und Scharfenstein (1857–1942), General
- Ferdinand Friedensburg (1858–1930), Numismatiker, Dozent und Jurist
- Eduard Jacobi (1862–1915), deutscher Arzt und Hochschullehrer
- Ernst Neißer (1863–1942), Internist in Stettin
- Anna Blos (1866–1933), Politikerin, Lehrerin, Autorin und Frauenrechtlerin
- Julius Robert Hannig (1866–1931), Bildhauer, Ehrenbürger von Liegnitz
- Gustav Winkler (1867–1954), Textilfabrikant
- Georg Hüsing (1869–1930), Historiker und Germanist
- Martin Schian (1869–1944), Theologe und Kirchenhistoriker
- Wilhelm Haberling (1871–1940), Arzt und Medizinhistoriker
- Wilhelm Schubart (1873–1960), klassischer Philologe, Althistoriker und Papyrologe
- Bernhard Patzak (1873–1933), Kunsthistoriker an der Universität Breslau mit Forschungen zum schlesischen Barock
- Paul Löbe (1875–1967), Politiker (SPD), Mitglied des Reichstags, Mitglied des Bundestags
- Stephan Prager (1875–1969), Architekt, preußischer Baubeamter und Überlebender des Holocaust
- Max Buchholz (1878–1947), Maler und Grafiker
- Erich König (1881–1940), Historiker und Hochschullehrer
- Hermann Bagusche (1884–1969), Chefredakteur, Schriftsteller und Journalist
- Oswald Schneider (1885–1965), Wirtschaftswissenschaftler
- Elfriede Brinkmann-Brose (1887–1970), Malerin
- Joachim Tiburtius (1889–1967), Wissenschaftler, Hochschullehrer und Kulturpolitiker
- Kurt Heynicke (1891–1985), Schriftsteller
- Willy Marschler (1893–1952), Politiker (NSDAP)
- Herbert Pfeiffer (1893–1976), Offizier in der Luftwaffe der Wehrmacht
- Hans Hayn (1896–1934), Politiker (NSDAP) und SA-Führer, in Stadelheim hingerichtet
- Erwin Koschmieder (1896–1977), Slawist und Sprachwissenschaftler
- Maria Kobel (1897–1996), Chemikerin
- Christa Anita Brück (1899–1958), Schriftstellerin
- Hans-Detlef Herhudt von Rohden (1899–1951), Generalmajor

#### Ab 1901
- Herbert Ender (1903–1934), SA-Führer und Opfer des sogenannten Röhm-Putsches
- Johannes Zinke (1903–1968), katholischer Priester, Theologe, Caritasdirektor und Apostolischer Protonotar
- Horst Lange (1904–1971), Schriftsteller
- Wolfgang Sucker (1905–1968), evangelischer Theologe und Kirchenpräsident der Evangelischen Kirche in Hessen und Nassau
- Hermann Alfred Raddatz (1906–1962), Bildhauer und Kunstmaler
- Karl Timmler (1906–1996), Maler, Grafiker und Keramiker
- Erich Lange (1908–1954), Politiker
- Hans-Joachim Fränkel (1909–1996), evangelischer Bischof
- Käthe Heusermann (1909–1995),  Zahnarzthelferin des Zahnarztes von Adolf Hitler
- Alfred Dartsch (1910–1953), deutscher Arbeiter; im Zusammenhang mit dem Volksaufstand des 17. Juni zum Tode verurteilt und hingerichtet
- Johannes Feder (1911–1992), Kriminalbeamter, SS-Obersturmführer, Führer des Einsatzstabs für die Partisanenerkundung.
- Gert Jeschonnek (1912–1999), Offizier der Marine, Vizeadmiral, Inspekteur der Marine
- Hans-Heinrich Jescheck (1915–2009), Rechtswissenschaftler
- Gottfried Schreiber (1918–2003), Veterinärmediziner und Standespolitiker, Präsident der Landestierärztekammer Hessen
- Hubertus Großler (1919–1996), Generalmajor des Heeres der Bundeswehr, Abteilungsleiter des Bundesnachrichtendienstes
- Ludwig Hoerner (1919–2015), Forscher und Autor zur Fotografie- und Gewerbegeschichte
- Günther Reich (1921–1989), deutsch-israelischer Opernsänger
- Bernhard Huhn (1921–2007), Apostolischer Administrator von Görlitz
- Georg Niepel (1923–2020), Richter am Bundesgerichtshof
- Heinzwerner Preuß (1925–2016), Quantenchemiker
- Erhard Hain (1925–2010), deutscher Maler
- Hans Bernhard Graf von Schweinitz (1926–2008), Ministerialbeamter, Politiker und Schriftsteller
- Georg May (* 1926), katholischer Theologe, Kirchenrechtler, Rechtshistoriker
- Dietrich H. Boesken (1927–2020), Industriemanager und Präsident der Ehrensenator der Universität Konstanz
- Siegfried Hartmann (1927–2025), Filmregisseur und Drehbuchautor
- Hubert Unverricht (1927–2017), Musikwissenschaftler
- Theresia Pfänder (1928–2013), Unternehmerin und Kommunalpolitikerin
- Stefan Moses (1928–2018), Fotograf
- Hans-Joachim Heyse (1929–2013), Regisseur, Theaterintendant, Schauspieler und Schriftsteller
- Ernst-Ulrich Schlünder (1929–2019), Ingenieur für Thermische Verfahrenstechnik
- Manfred Roensch (1930–2001), deutscher lutherischer Theologieprofessor
- Lieselotte Schwarz (1930–2003), Malerin und Bilderbuchillustratorin
- Frank Ludwig Weichman (1930–2016), Physiker
- Horst Werner Franke (1932–2004), Pädagoge und Bremer Senator
- Christian-Erdmann Schott (1932–2016), evangelischer Theologe und Kirchenhistoriker
- Horst H. Berger (* 1933), Elektroingenieur und Hochschullehrer
- Klaus-Dieter Grosser (1933–2016), Internist
- Veronika Meynen (1933–1997), Keramikerin
- Herbert Pohl (* 1933), Polizeioffizier, Hauptabteilungsleiter im DDR-Innenministerium
- Karl-Heinz Bleiel (1934–2008), Brigadegeneral der Bundeswehr und Militärgeograph
- Peter Feiffer (1934–2017), Agrarwissenschaftler
- Jochen Petersdorf (1934–2008), Satiriker
- Ingrid Zwerenz (1934–2023), deutsche Autorin und Publizistin
- Louis Ferdinand Helbig (1935–2019), Germanist in Kanada und Schlesien
- Reinhart Bindseil (1935–2024), Diplomat
- Claus-Wilhelm Canaris (1937–2021), Jurist und Rechtsphilosoph
- Christoph B. Rüger (* 1937), provinzialrömischer Archäologe
- Reiner Schwalme (* 1937), Karikaturist
- Werner Stumpfe (1937–2018), Industriemanager
- Wolfgang Deppert (1938–2025), Philosoph
- Karl Christian Felmy (1938–2023), Theologe
- Hans-Joachim Giersberg (1938–2014), Kunsthistoriker
- Uwe Hoffmann (1938–2016), Geologe
- Klaus-Peter Matschke (1938–2020), Byzantinist und Mittelalterhistoriker
- Olaf Neumann (1938–2017), Mathematiker und Mathematikhistoriker
- Udo Aschenbeck (1939–1995), Schriftsteller, Buchhändler und Sozialpädagoge
- Jochen Baumert (1939–2018), Schauspieler und Hörspielsprecher
- Peter Marzinkowski (1939–2024), Spiritanerpater und erster Bischof der 2004 gegründeten Diözese Alindao
- Klaus Herdzina (1940–2022), deutscher Wirtschaftswissenschaftler und Hochschullehrer
- Renate Neumann (* 1940), Bildhauerin und Zeichnerin
- Bodo Ueberfeld (1940–2021), deutscher Grafiker
- Wolf-Rüdiger Janzen (* 1941), Wirtschaftsfunktionär
- Christa Kożik (* 1941), Schriftstellerin, Filmszenaristin und Hörspielautorin
- Uta Zapf (* 1941), Politikerin (SPD), Mitglied des Bundestags 1990–2013
- Klaus Beer (1942–2023), Leichtathlet
- Joachim Nocke (1942–2017), Rechtswissenschaftler
- Gerhard Schmidt (* 1942), Sportwissenschaftler, Hochschullehrer und Basketballtrainer
- Dieter Speer (* 1942), Biathlet
- Therese Chromik (* 1943), Schriftstellerin und Übersetzerin
- Ingrid Gerhard (* 1944), deutsche Gynäkologin, Naturheilkundlerin und Sachbuchautorin
- Heinz-Bernd Heller (* 1944), Medienwissenschaftler, Hochschullehrer
- Heiner Müller-Krumbhaar (1944–2024), Physiker
- Björn Pätzoldt (* 1944), Politikwissenschaftler und Verleger
- Dietmar Herrmann (1945–2023), Heimatforscher
- Anna Dymna (* 1951), Schauspielerin
- Krystyna Kłosińska (* 1952), Literaturhistorikerin und -kritikerin
- Grzegorz Włodzimierz Wasilkowski (* 1952), Informatiker und Hochschullehrer
- Włodzimierz Juszczak (* 1957), Bischof der Eparchie Breslau-Koszalin der Ukrainischen Griechisch-katholischen Kirche
- Barbara Zdrojewska (* 1960), Politikerin
- Anna Podczaszy (* 1972), Dichterin
- Tomasz Kot (* 1977), Theater- und Filmschauspieler
- Karolina Kuszyk (* 1977), Autorin und Übersetzerin
- Mariusz Lewandowski (* 1979), Fußballspieler
- Łukasz Cyborowski (* 1980), Schachmeister
- Aleksandra Klejnowska (* 1982), Gewichtheberin
- Jagoda Szmytka (* 1982), Komponistin
- Marcin Robak (* 1982), Fußballspieler
- Agnieszka Brugger (* 1985), deutsche Politikerin
- Olena Pidhruschna (* 1987), ukrainische Biathletin und Politikerin
- Adriana Ferfecka (* 1992), Opernsängerin
- Dawid Dawydzik (* 1994), Handballspieler
- Mateusz Zembrzycki (* 1997), Handballspieler
- Łukasz Poręba (* 2000), Fußballspieler

### Sonstige Persönlichkeiten
- Valentin Krautwald († 1545 in Liegnitz), Theologe und Humanist
- Leonhard Krenzheim (1553–1593), evangelisch-lutherischer Pfarrer in Liegnitz und Lieddichter
- Friedrich von Logau († 1655 in Liegnitz), Lyriker und Übersetzer des Barocks
- Hans Aßmann Freiherr von Abschatz (* 1646; † 1699 in Liegnitz), Lyriker und Übersetzer des Barocks
- Hans von Schweinichen (* 1552; † 1616 in Liegnitz), Hofmarschall und Autobiograf
- Franz Josef Freiherr von Heinke (1726–1803), Jurist, besuchte die Fürstenschule zu Liegnitz
- Johann Joseph Kausch (1751–1825), Mediziner und Schriftsteller
- August von Pfuhl (* 1794; † 1874 in Liegnitz), Generalmajor der Preußischen Armee
- Auguste von Harrach (1800–1873), als „Fürstin von Liegnitz“ Ehefrau König Friedrich Wilhelms III. von Preußen
- Ludwig Otto Ehlers (* 1805; † 1877 in Liegnitz), evangelisch-lutherischer Pastor, Kirchenrat und Superintendent
- Alexander von Minutoli (1806–1887), gründete 1844 in Liegnitz das erste Kunstgewerbemuseum der Welt
- Louise Peterson (1828–1902), Jugendschriftstellerin
- Waldemar Dyhrenfurth (1849–1899), Jurist, Schöpfer des „Bonifazius Kiesewetter“
- Ludwig Wilhelm Seyffarth (1829–1903), Oberpfarrer in Liegnitz, Pestalozzi-Kenner
- Karl von Lewinski (* 1858; † 1937 in Liegnitz), Generalleutnant der Preußischen Armee
- Hans Arno Charbonnier (1878–1944), 1913 Oberbürgermeister von Liegnitz
- Fritz Karsen (1885–1951), Reformpädagoge, hatte 1911/12 seine erste Oberlehrerstelle an der Oberrealschule zu Liegnitz inne
- August Froehlich (1891–1942), Pfarrer, Widerstandskämpfer gegen den Nationalsozialismus und Märtyrer, Absolvent des Lyceums in Liegnitz
- Herbert Weichmann (1896–1983), Hamburger Bürgermeister, wuchs in Liegnitz auf
- Walther Siegmund-Schultze (1916–1993), Musikwissenschaftler, besuchte 1928–1935 das Johanneum in Liegnitz
- Christa Susanne Dorothea Kleinert (1925–2004), deutsche Ökonomin, besuchte in Liegnitz das Lyceum
- Ursula Höntsch-Harendt (1934–2000), deutsche Schriftstellerin, wuchs in Liegnitz auf